# Sarcophage des Acceptii
Le sarcophage des Acceptii est un grand sarcophage romain en marbre découvert en 1870 dans les ruines d'un mausolée profondément enseveli sur la rive gauche du Rhône, à la périphérie de la colonie de Lugdunum (Lyon). L'extraction par le propriétaire du terrain ne permit de récupérer que les fragments d'un grand sarcophage sculpté de motifs dionysiaques et l'inscription funéraire associée, qui furent offerts au Musée des Beaux-Arts de Lyon. L'inscription nomme le dédicataire, Acceptius, un riche magistrat de la colonie, son épouse et leurs enfants décédés en bas âge. Les vestiges du mausolée n'ont pas été conservés, et sa restitution graphique est incertaine. La détermination des thèmes mythologiques représentés par les reliefs mutilés, a fait l'objet d'hypothèses controversées, notamment pour la scène principale. En 1958, l'historien Robert Turcan fait le rapprochement avec des sarcophages italiens mieux conservés et identifie une fête des vendanges, montrant le foulage du raisin sous le patronage de Dionysos et Ariane.
Le sarcophage et l'inscription associée, datés de la fin du IIe ou du IIIe siècle, sont des pièces maîtresses du musée des Beaux-Arts de Lyon, puis après 1975, du musée Lugdunum de Lyon.

## Découverte

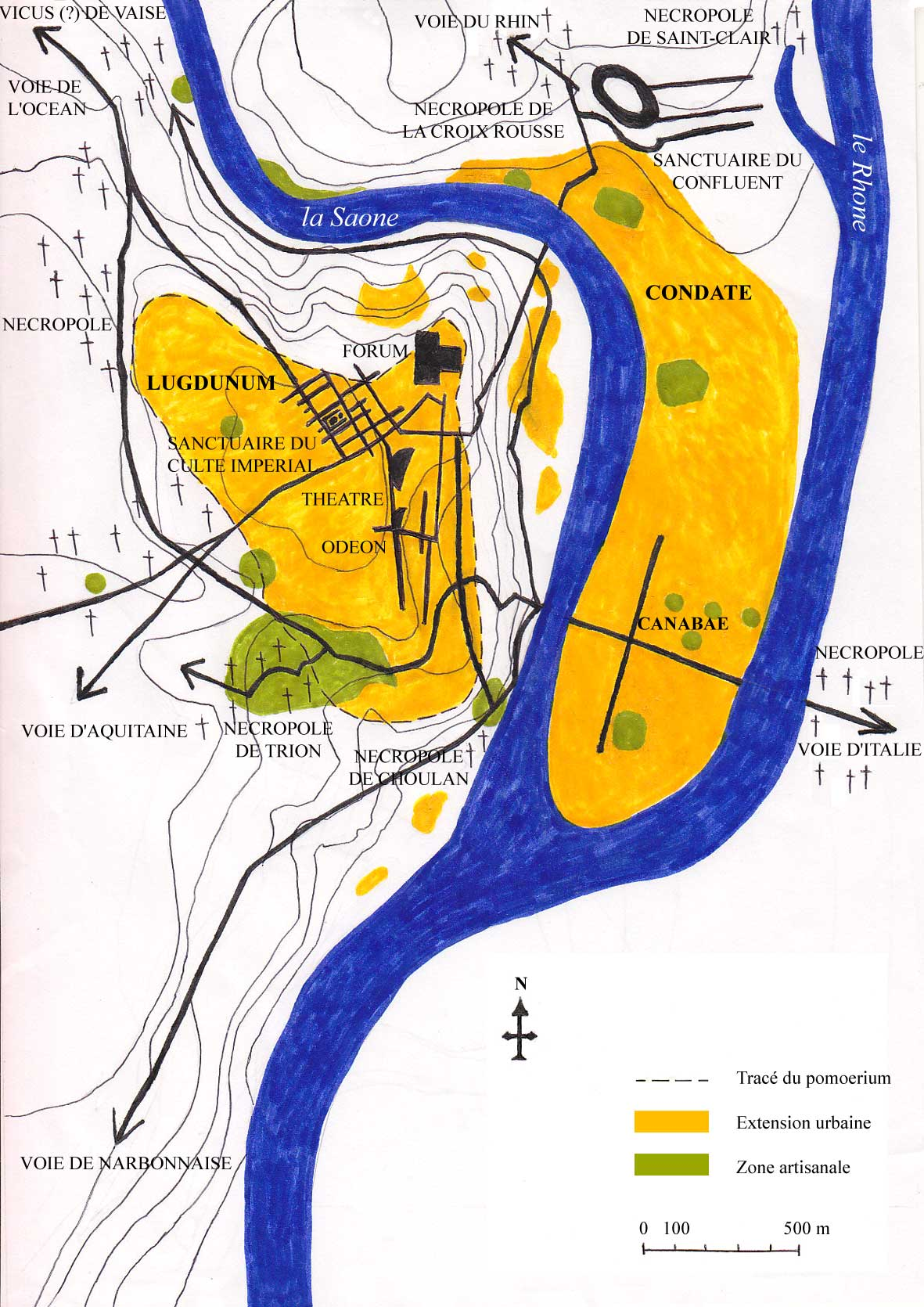
Le mausolée des Acceptii appartient à la nécropole de la rive gauche du Rhône.

Les vestiges antiques sont découverts de façon fortuite en juin 1870 lors d'un chantier de creusement de fondations pour l'agrandissement d'une usine chimique au 31 rue de Marseille (7e arrondissement de Lyon). Ce secteur était dans l'Antiquité le passage de la route romaine reliant Lugdunum à la colonie de Vienne par la rive gauche du Rhône, voie qui devait être bordée de sépultures, selon l'usage romain. À cinq mètres environ de profondeur, les terrassiers buttent sur les débris d'un monument funéraire antique. Leurs dégagements, assurés par l'entrepreneur des travaux, extraient les restes d'un mausolée, avec une grande inscription sur plusieurs blocs de mur, un autel anépigraphique quadrangulaire, des fragments d'un grand sarcophage orné de motifs dionysiaques et de deux autres sarcophages plus petits, ainsi que quelques traces de mobilier funéraire. Ce mobilier, réduit à des débris de céramique commune et de tuiles, n'est peut-être pas lié au mausolée.
L'épigraphiste Auguste Allmer, futur conservateur du Musée des Beaux-Arts de Lyon, rapporte les découvertes archéologiques à mesure des extractions dans Le Salut public de Lyon, sur quatre articles parus les 6 et 19 juin puis les 7 et 8 juillet 1870. La Guerre franco-allemande de 1870 met l'activité archéologique entre parenthèses et les vestiges restent plusieurs années dans une remise de l'usine. L'autel anépigraphique est vendu à des entrepreneurs comme pierre de remploi. Les propriétaires du terrain, MM. Cambon frères, font don des blocs inscrits et des fragments sculptés au Musée des Beaux-Arts, le reste étant réemployé comme matériaux de construction,. Ainsi, une grande dalle rectangulaire (un mètre sur 1,70 mètre) portant une inscription funéraire est remployée dans la banlieue lyonnaise à Saint-Fons comme jambage gauche du portail de l'usine Laprérote et Gigodot.
La découverte archéologique a un tel retentissement que l'Académie royale des sciences de Prusse délègue en 1871 un de ses professeurs, le Dr Martz, pour faire le relevé de l'inscription et dessiner les reliefs, incitant les érudits français à avoir la primauté de la publication. Aidé d'Auguste Allmer, l'industriel et membre de la société linnéenne de Lyon Isidore Hedde publie leurs relevés et leurs propres dessins dans la Revue du Lyonnais de juin et juillet 1874, qu'il synthétise sous la forme d'un mémoire présenté en avril 1875 à la Sorbonne et repris dans le Bulletin monumental de 1875, revue de la Société française d'archéologie.

## Conservation
Le sarcophage réassemblé à partir des débris recueillis et les inscriptions sont exposés dans le musée lapidaire aménagé sous les arcades de l'ancien cloître devenu le musée Saint-Pierre,.
Un siècle plus tard, l'ensemble est transféré au nouveau musée gallo-romain bâti sur la colline de Fourvière et inauguré en 1975.
Le sarcophage est l'objet d'un traitement de nettoyage et de restauration au cours de l'année 2014.

## Description

### Le monument funéraire
Auguste Allmer avait observé que les débris archéologiques se trouvaient sous une couche d'alluvions, mélange de galets roulés et de sable, il supposa avec Isidore Hedde que le monument funéraire avait peut-être été détruit et enseveli lors d'une crue importante du Rhône.

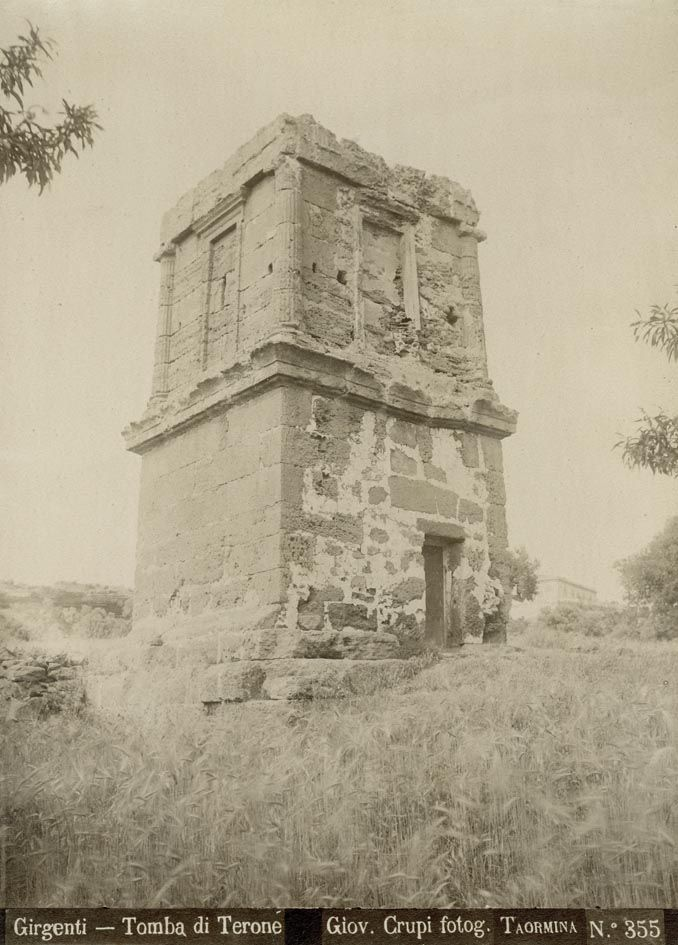
Exemple d'hérôon : tombe de Théron d'Acragas, Agrigente en Sicile. Cliché vers 1900.

L'article d'Isidore Hedde publie en 1875 propose une reconstitution du monument funéraire, d'après les vestiges observés dans les articles d'Auguste Allmer et en formulant plusieurs hypothèses. Tous deux lui donnent la forme prestigieuse du temple-tombeau hellénistique, ou hérôon. Ce petit temple carré, avec un mur de fond et deux murets latéraux, à quatre colonnes et au fronton triangulaire, est construit en pierre de choin, un calcaire dense et fin extrait au sud du Jura. L'inscription funéraire est supposée gravée sur le mur du fond et sa largeur de 3,70 mètres donne une idée de la dimension frontale, estimée à cinq mètres. L'élévation est extrapolée à partir de la longueur d'une colonne retrouvée intacte. Supposant que l'effondremement sur lui-même du monument a provoqué par son poids la fracturation des sarcophages en de multiples débris, Hedde les place dans le soubassement qu'il munit d'une porte sur la façade. Le petit autel est figuré entre les colonnes.
Robert Turcan puis Djamila Fellague remarquent des divergences de détail entre les reconstitutions publiées par Hedde et celle d'Allmer. La disparution des fragments autres que ceux donnés au musée ne permit pas de vérification sur les éléments archéologiques. Allmer faisait état de fûts de colonnes de deux diamètres différents, ce qu'omet Hedde qui ne figure qu'un seul modèle de colonnes. Leurs chapîteaux sont en forme de campanule pour Hedde, de double tore chez Allmer, le nombre d'assises des murs diffère chez tous les auteurs, la base du soubassement en biseau est imaginée.
Une autre restitution est proposée en 1895 par André Steyert « d'après des monuments analogues existant en Algérie », avec des proportions différentes et des chapiteaux corinthiens. Selon Djamila Fellague, toutes ces propositions sont à considérer avec prudence.
- Dessins de restitution du mausolée[19]

Dessins de restitution du mausolée
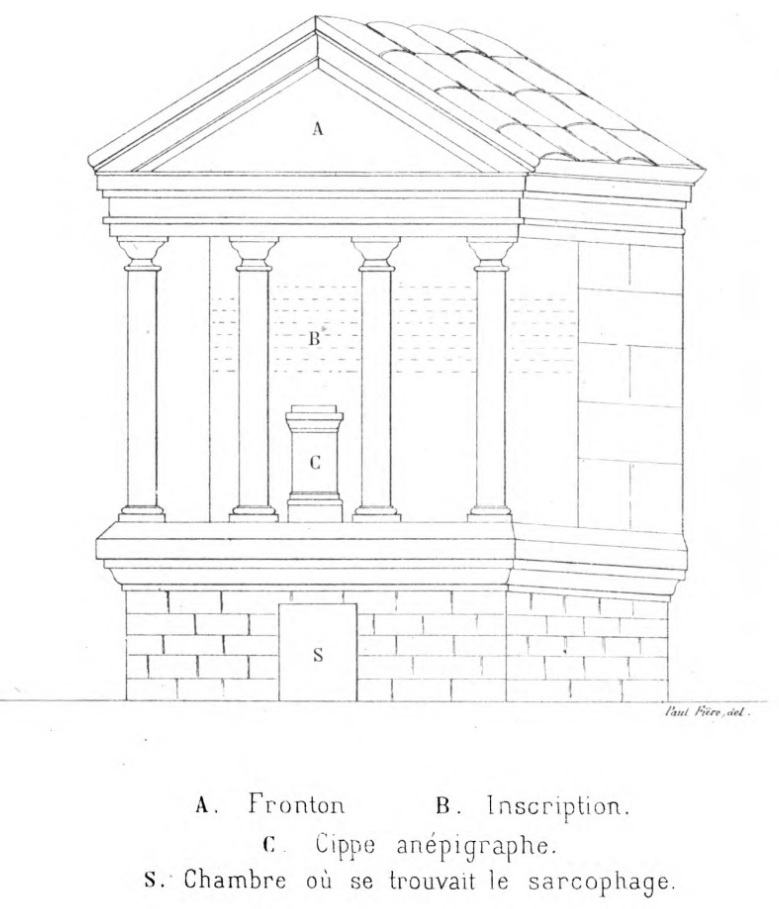
Restitution publiée par Isidore Hedde, 1875.
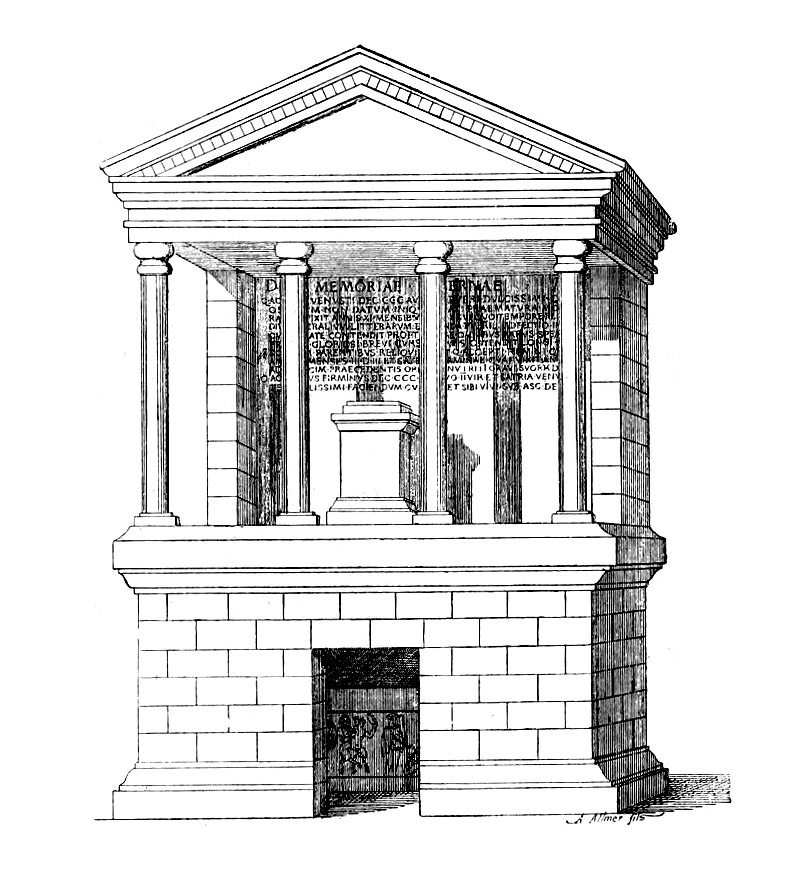
Restitution publiée par Auguste Allmer, 1887 et 1889[20].
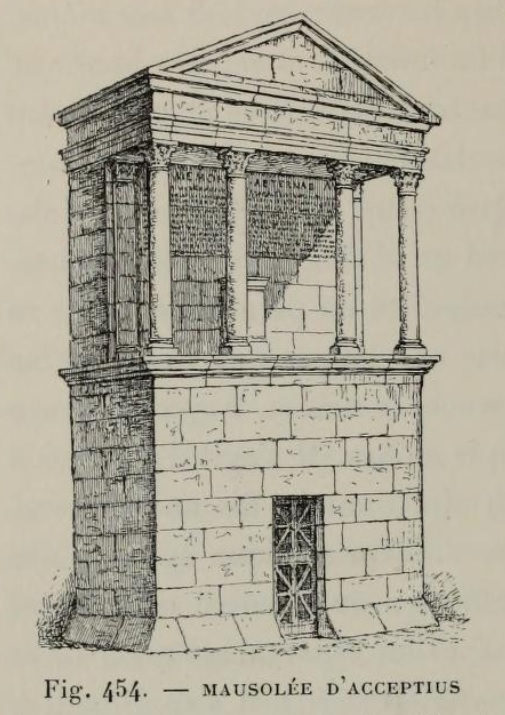
Restitution d'André Steyert, 1895.

### L'inscription
Deux des blocs de l'inscription arrivent au musée Saint-Pierre le 3 juin 1874, les deux autres le 12 janvier 1875,.

L'inscription funéraire exposée au musée Lugdunum
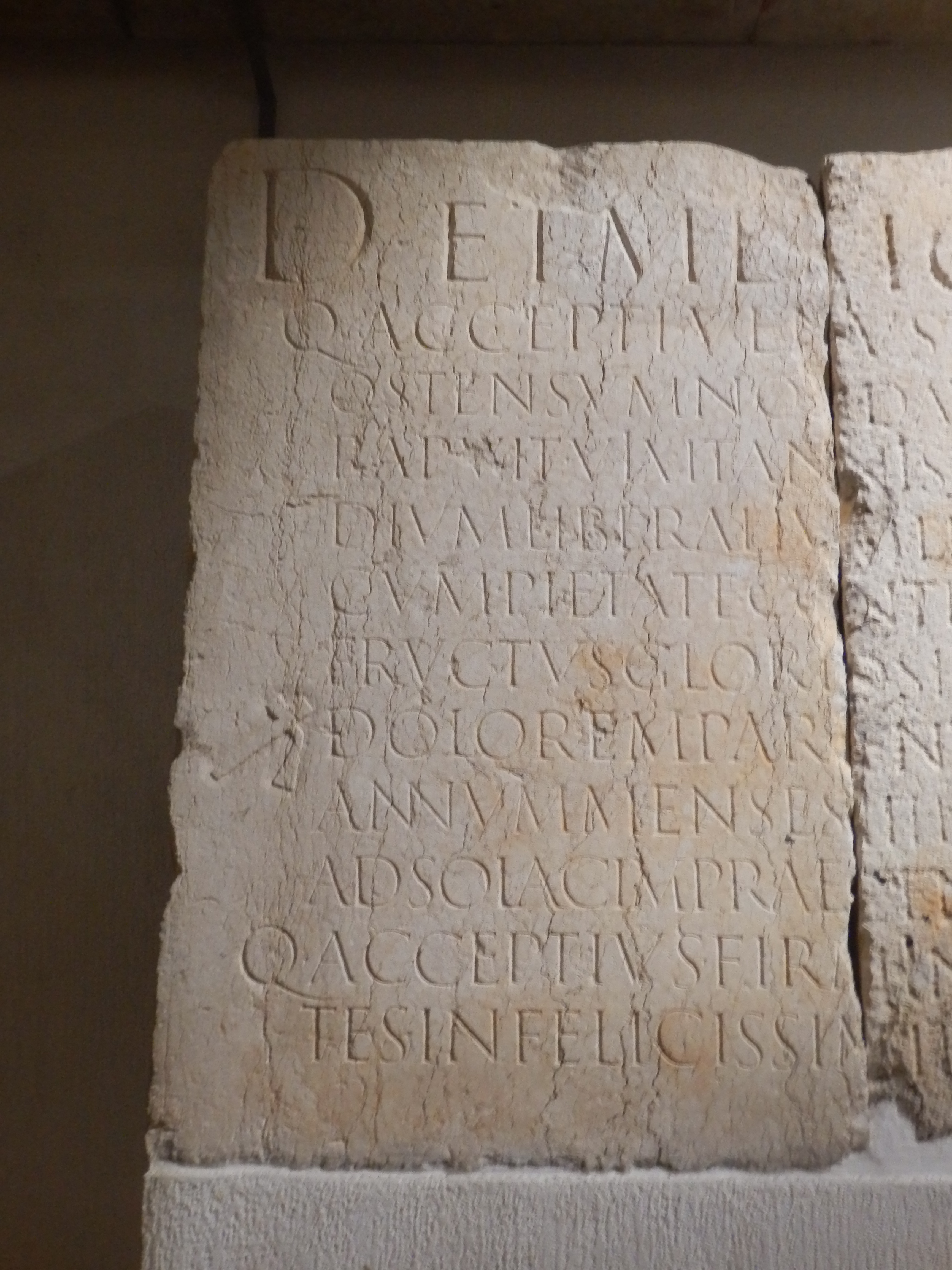
Bloc 1, ascia à gauche.
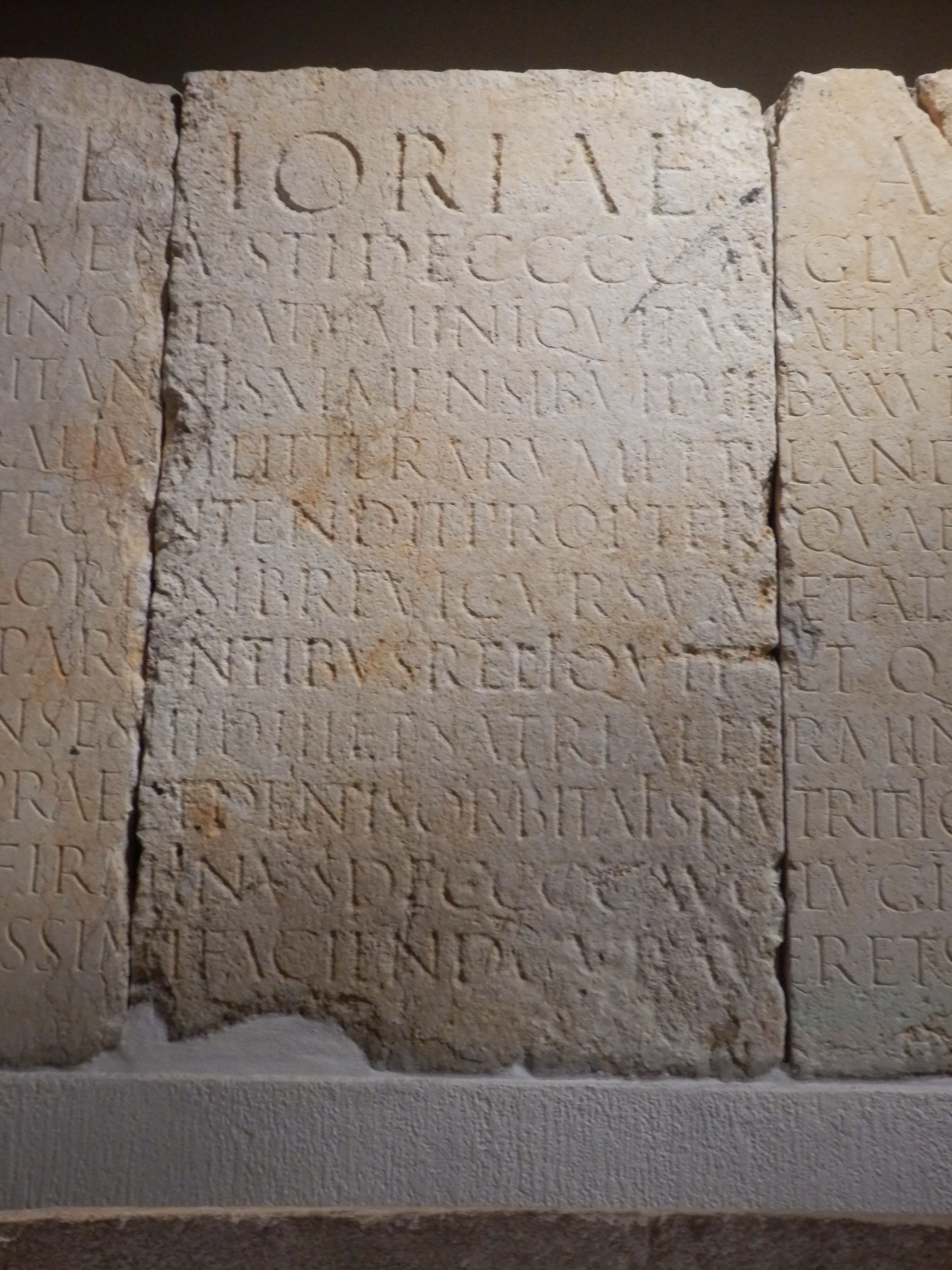
Bloc 2.
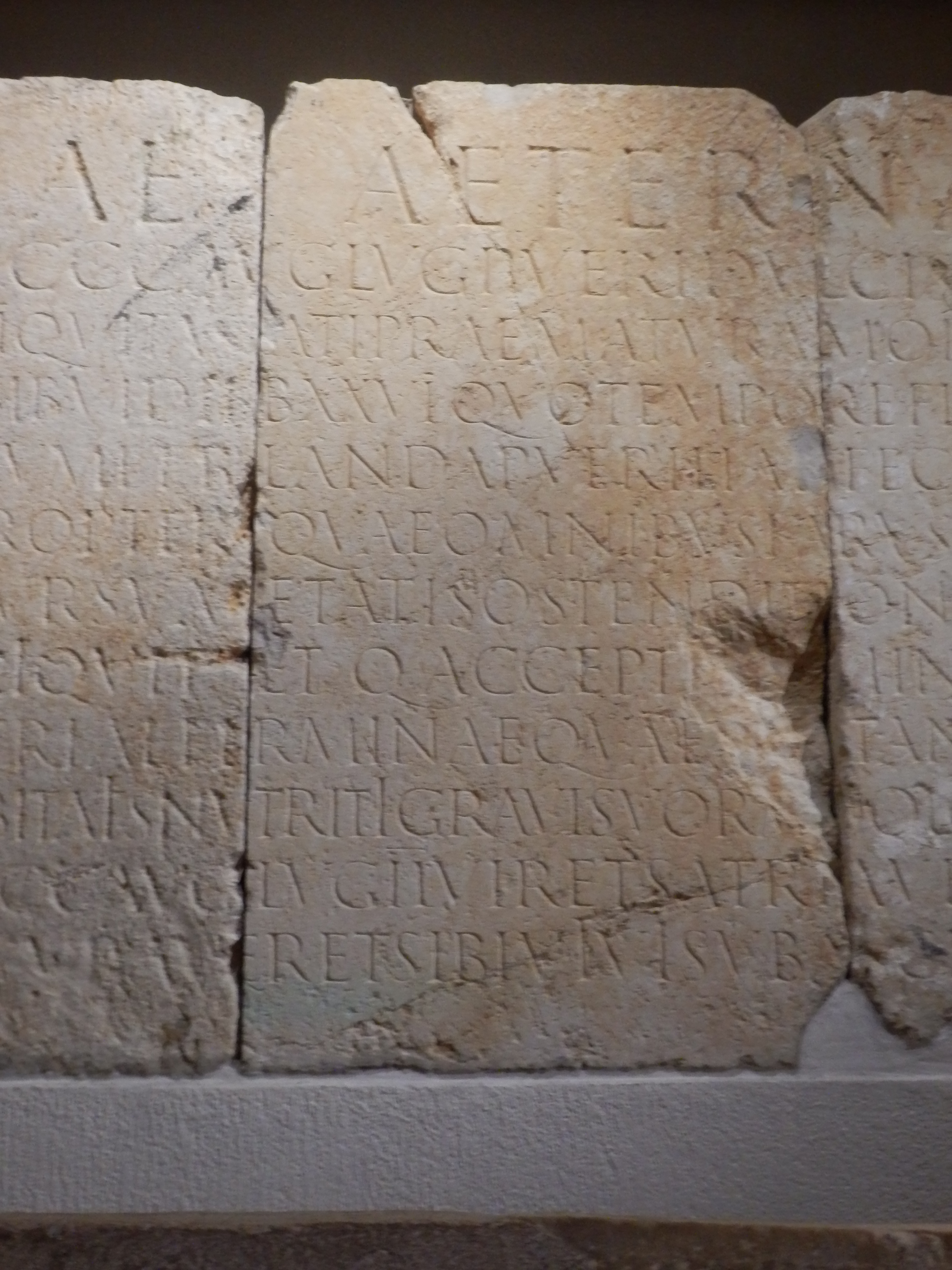
Bloc 3.
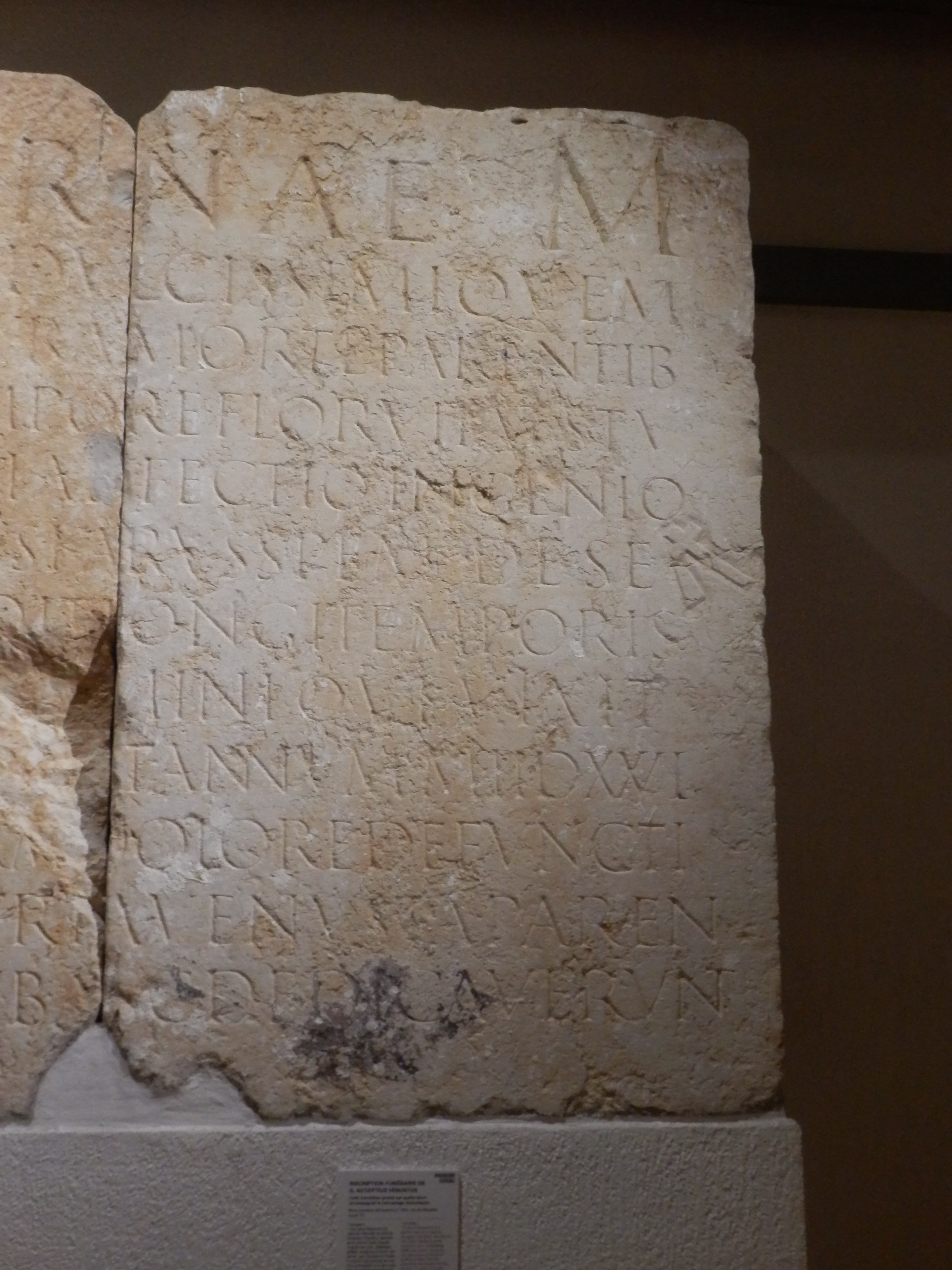
Bloc 4, ascia à droite.

L'épitaphe est gravée sur quatre blocs de choin, un calcaire fin et dur importé du Jura. Chaque bloc mesure 0,92 m de largeur pour 1,50 m de hauteur, avec une épaisseur de 0,745 m. Il n'est pas certain que l'inscription soit sur le mur du fond comme le figurent les restitutions proposées, car ainsi, les colonnes la cachent en partie. Le texte, bien lettré sur douze lignes, bien conservé et déchiffré par les épigraphistes, est le suivant :

« D(is) M(anibus) / et memoriae aeternae / Q(uinti) Accepti Venusti dec(urionis) c(oloniae) c(opiae) C(laudiae) Aug(ustae) Lug(udunensium) pueri dulcissimi quem / ostensum non datum iniquitas fati praematura morte parentib(us) / rapuit vixit annis XI mensib(us) VI dieb(us) XXVI quo tempore floruit at stu/dium liberalium litterarum et blanda puerili adfectio ingenio / cum pietate contendit propter quae omnibus karus spem de se / fructus gloriosi brevi cursu aetatis ostendit longi temporis / dolorem parentibus reliquit et Q(uinti) Acceptii [Fir]mini qui vixit / annum menses III d(ies) III et Satriae Firminae quae v[ixi]t annum m(enses) II d(ies) XXVI / ad solacium praecedentis orbitatis nutriti gravi suorum dolore defuncti / Q(uintus) Acceptius Firminus dec(urio) c(oloniae) c(opiae) C(laudiae) Aug(ustae) Lug(udunensium) IIvir et Satria Venusta paren/tes infelicissimi faciend(um) curaver(unt) et sibi vivi sub asc(ia) dedicaverunt. »

Traduction de François Bérard, 2024 :

« Aux dieux Mânes et à la mémoire éternelle de Quintus Acceptius Venustus, décurion de la colonie Copia Claudia Augusta de Lyon, le plus doux des enfants, qui n’a pas été donné, mais seulement montré, et que l'injustice du destin a enlevé à ses parents par une mort prématurée ; qui a vécu onze ans, six mois et vingt-six jours, pendant lesquels il s’illustra dans l'étude des lettres et sa tendresse enfantine rivalisa avec son amour pour ses parents, raison pour laquelle il était aimé de tous et laissa malgré la brièveté de sa vie l'espérance d'un fruit glorieux, mais à ses parents une longue douleur, et aux Mânes de Quintus Acceptius Firminus, qui a vécu un an, trois mois et trois jours, et de Satria Firmina, qui a vécu un an, deux mois et vingt-six jours, élevés en consolation du deuil précédent et morts pour la plus grande douleur des leurs, Quintus Acceptius Firminus, décurion de la colonie Copia Claudia Augusta de Lyon, duumvir, et Satria Venusta, leurs parents très malheureux, ont élevé ce tombeau, également pour eux-mêmes, de leur vivant, et l'ont dédié sous l'ascia. »

Le commanditaire du monument est Quintus Acceptius Firminus, citoyen romain et notable en tant que « décurion de la Copia Claudia Augusta de Lugdunum », nom de cette colonie après le règne de Claude ; il a été duumvir, c'est-à-dire un des deux magistrats annuels chargés du gouvernement de la cité. Le monument est édifié pour lui-même et son épouse Satria Venusta, et leurs trois enfants morts en bas âge. L'aîné, Quintus Acceptius Venustus, porte le titre de décurion quoiqu'il n'a que onze ans et demi. Auguste Allmer suppose qu'il a été admis à titre surnuméraire, à la demande de son père ou sur décision honorifique de la cité, comme décurion praetextatus, c'est-à-dire encore porteur de la toge prétexte des enfants. Les deux autres enfants sont un garçon, mort à un an et trois mois, et une fille décédée à un an et deux mois. Auguste Allmer et André Steyert les présentent comme des affranchis adoptés par les parents en consolation du décès de leur fils unique,, interprétation que ne reprend pas Djamila Fellague.
Comme il est d'usage, l'inscription funéraire débute par la mention Diis Manibus (« Aux dieux Mânes »), et indique l'âge des défunts au jour près. Selon la pratique fréquente à Lugdunum et dans sa région, la tombe a été « dédiée sous l'ascia ». L'ascia est un outil non identifié, nommé dans l'inscription et figuré en marges droite et gauche, dont la signification religieuse ou rituelle reste une énigme.

### Les petits sarcophages
L'article d'Allmer du 7 juillet mentionne les débris d'un petit sarcophage en marbre bleu veiné, avec des bas-reliefs moins soignés que ceux du grand sarcophage. Ils montraient des personnages agenouillés, interprétés hâtivement comme une scène chrétienne sur une œuvre jugée par Allmer et Dissard « romaine mais de basse époque », avis auxquels Robert Turcan ne croit guère.
D'un troisième sarcophage, il ne restait que la partie inférieure et le couvercle avec des antéfixes, en calcaire local et de style gallo-romain avec des lignes d'inscriptions dans un cadre bordé d'un appendice en queue-d'aronde, une présentation courante dans la région. L'inscription fragmentaire est l'épitaphe d'une enfant, morte à un an, sept mois et vingt-neuf jours.
Les vestiges de ces deux sarcophages sont perdus.

### Le grand sarcophage
La découverte essentielle est le sarcophage dionysiaque, décoré de hauts-reliefs illustrant le culte de Bacchus-Dionysos. Sa forme arrondie évoque un lénos, nom grec de la cuve de vignerons destinée au foulage du raisin. Cette cuve est décorée sur tout son pourtour, signe d'une fabrication de luxe. Les meilleures descriptions des reliefs sont dans les ouvrages de Robert Turcan, dont le texte est résumé dans la Carte archéologique de la Gaule, CAG 69/2 Lyon de 2007.

#### Caractéristiques
Les débris du couvercle « en marbre blanc grisâtre veiné, à grains grossiers », avec une tranche ornée de rinceaux de feuilles de lierre, sont perdus.
La grande cuve arrondie du sarcophage est en marbre blanc de Paros selon Hedde et Espérandieu ou en marbre blanc italique d'après Turcan. Elle présente les dimensions suivantes :
- une base ovale allongée, de 2,185 m de longueur,
- un couronnement un peu plus long (2,25 m) dû au léger évasement de la cuve à son sommet,
- hauteur entre 0,90 m et 0,91 m,
- largeur maximale 0,98 m,
- épaisseur variable des reliefs, allant de 9 cm pour la figure de Pan à 21,5 cm pour le mufle de lions.

#### Décor de l'arrondi gauche

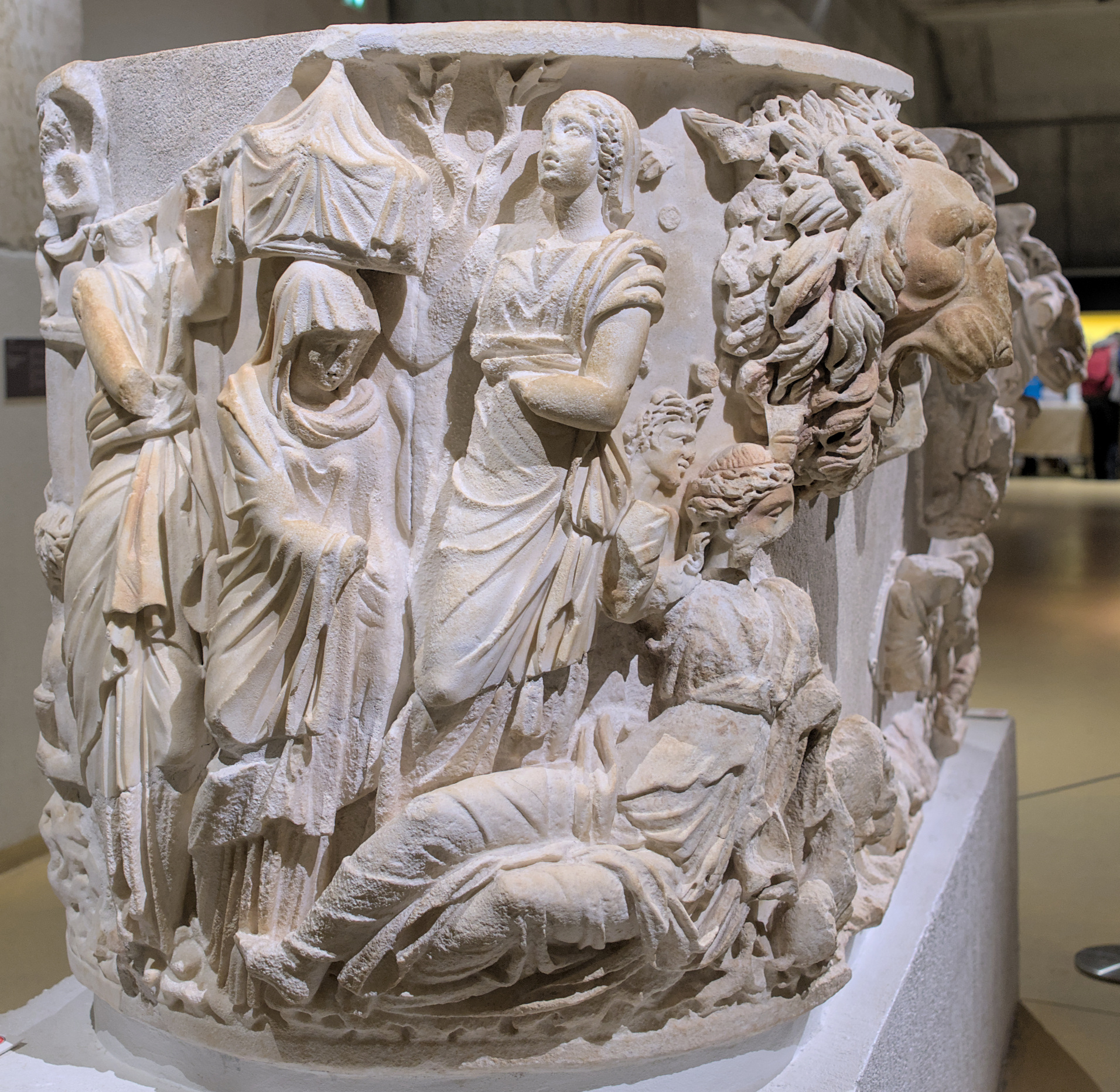
Arrondi gauche, les trois femmes et le personnage demi-allongé.

Sur le flanc gauche de la cuve, un personnage féminin, de petite taille et le visage baissé, porte une stola (robe longue) et est enveloppé d'un pallium (manteau) qui lui couvre la tête et les bras. Elle est encadrée par deux femmes, l'une dont le tête manque, vêtue d'une stola sans manche et d'un pallium noué sur le ventre, l'autre vêtue de même, est une prêtresse au visage contemplatif et passionné. Ces deux assistantes tiennent au-dessus de la tête de la petite femme un objet couvert d'un voile, considéré comme un baldaquin ou un dais par Allmer et Espérandieu. Turcan l'identifie comme un liknon, le van qui transporte le phallus sacré, dissimulé sous un voile aux regards des non-initiés. Un cadre champêtre est suggéré au fond par la double ramure d'un arbre, un conifère selon Robert Turcan.

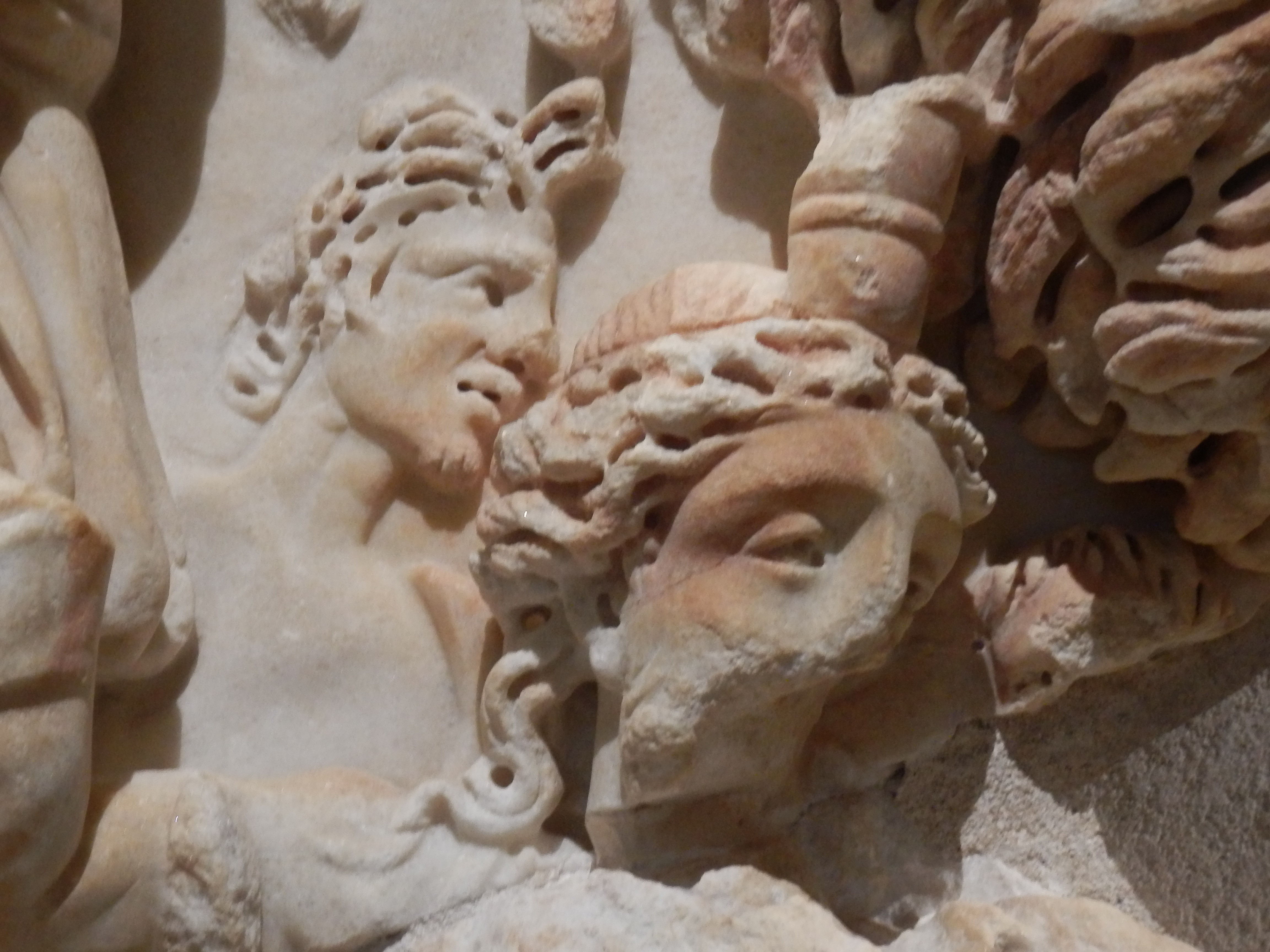
Têtes du satyre échévelé et du personnage portant un calathos frontal.

Un personnage à demi allongé sur le sol fait la transition entre le côté arrondi de la cuve et le panneau latéral. Ses jambes légèrement repliées épousent la courbure, tandis que son torse et sa tête se tournent face au spectateur du panneau. Il est vêtu d'un chiton à manche, serré à la taille par une nébride en peau de bête. Ses jambes et ses cuisses sont enveloppées dans les plis d'un manteau. Le bas de son visage a disparu. Il porte une chevelure roulée autour de la tête et attachée sur la nuque. Son bras droit est levé, mais il manque sa main et l'objet qu'elle tenait. Il porte fixé à son front un attribut tronconique dont la partie haute criblée au trépan suggère un contenu de baies, de fleurs ou de fruits. Turcan identifie cet attribut comme un calathos, corbeille légère portant les produits de la Terre et symbolisant la fertilité. À gauche et un peu au-dessus de la tête de ce personnage, apparait en faible relief le buste d'un satyre échevelé. Au sol, sous sa hanche, gigote un lézard.

#### Décor du panneau latéral avant
La face latérale de la cuve est très incomplète. Elle est encadrée par deux massives têtes de lion rugissant sculptées en haut-relief, un motif courant sur les sarcophages funéraires. Ces lions sont des figures apotropaïques censées protéger le défunt par leur aspect menaçant.

Sarcophage des Acceptii, panneau latéral avant
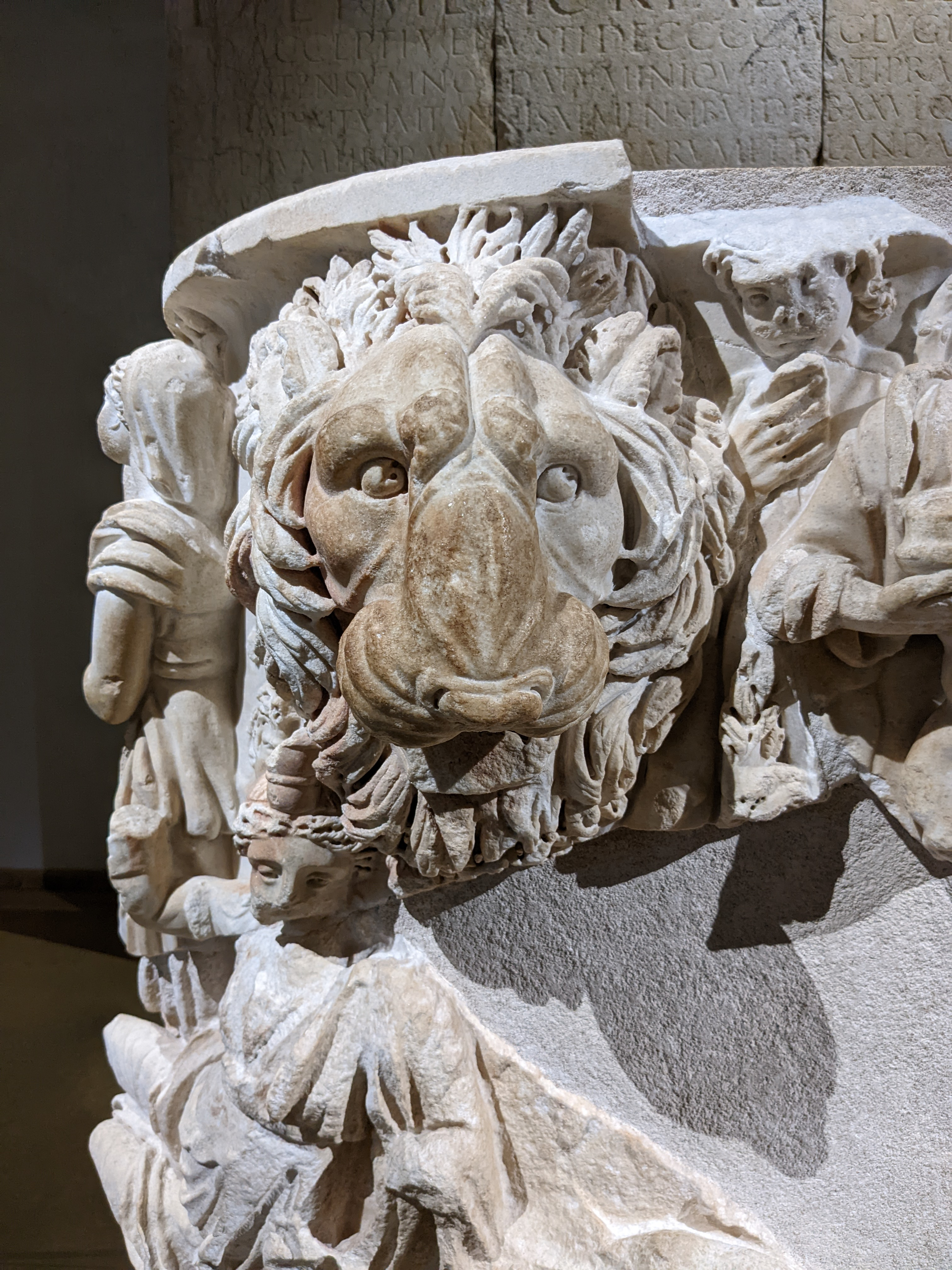
Lion gauche.
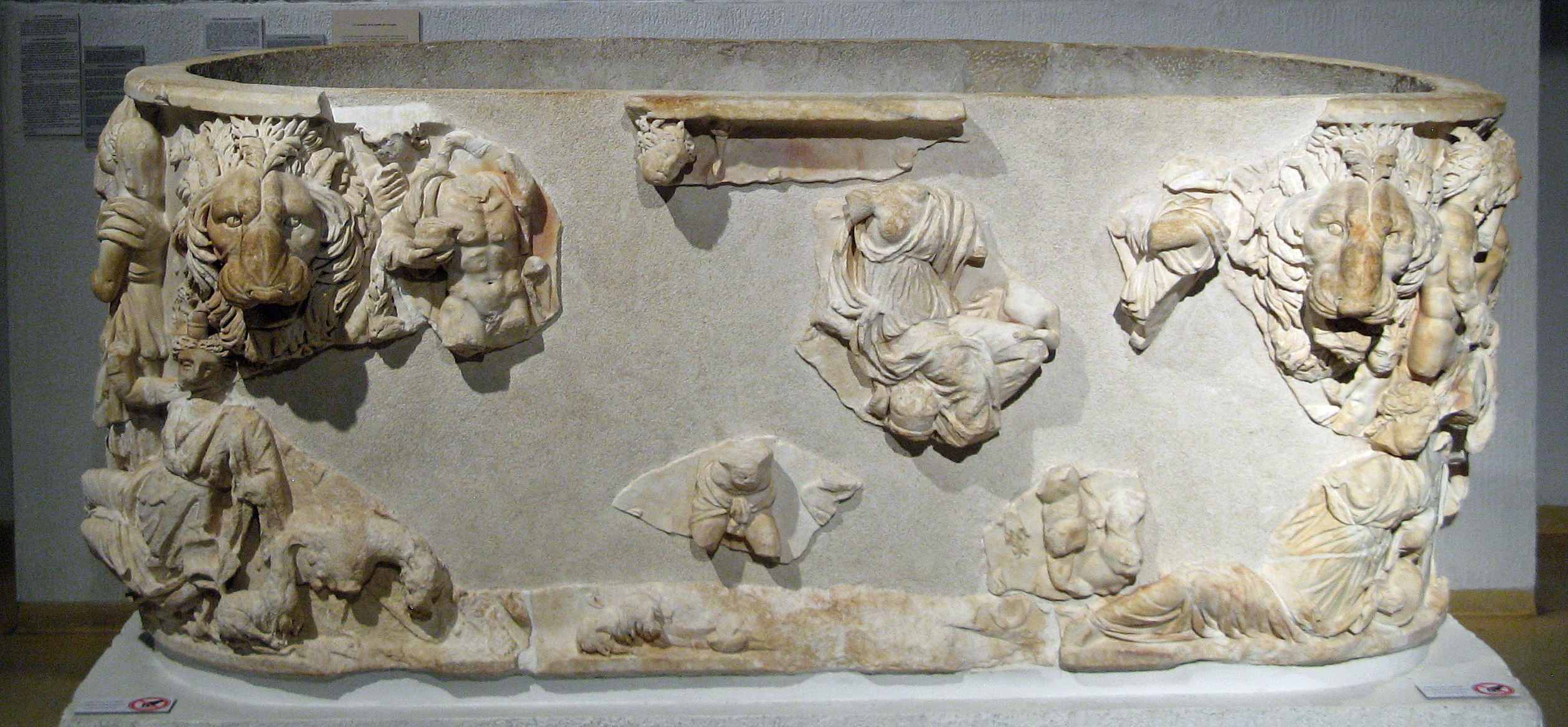
Panneau latéral, vue d'ensemble.
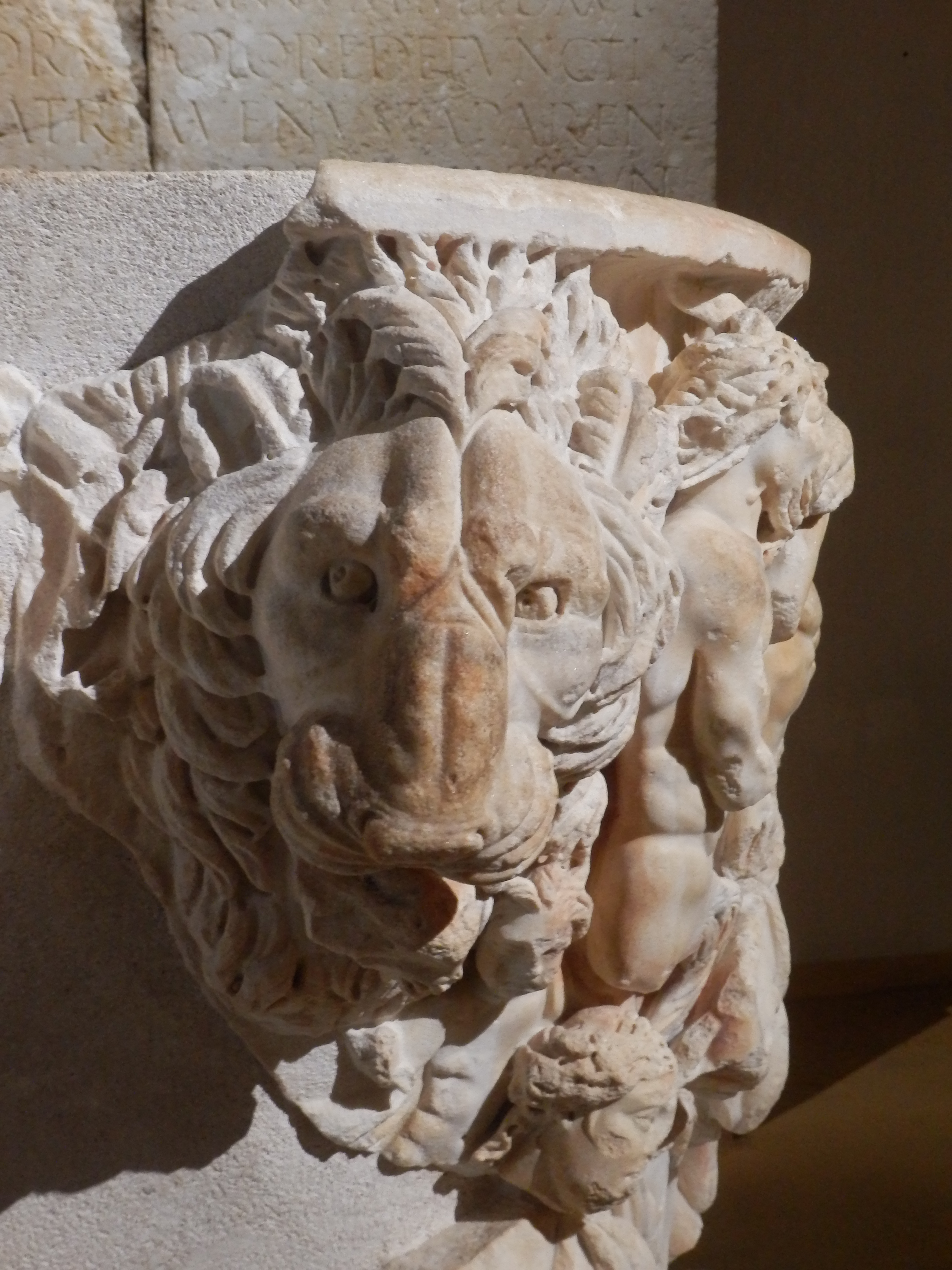
Lion droit.

En haut du panneau et accolé à la tête de lion à droite, le torse nu et musclé est celui d'Hercule, portant la peau du lion sur une épaule et tenant ce qui subsiste de sa massue appuyée sur l'autre épaule. Il tient un récipient dans la main droite, peut-être un skyphos, vase à boire. Derrière Hercule, apparait le visage d'un jeune satyre qui tient devant sa bouche une flûte de Pan et de son autre main non visible un bâton de berger courbe.
La base du sarcophage est reconstituée dans toute sa largeur de façon continue et montre quelques fragments de relief, figurés sur le sol. En partant du personnage à demi-couché et en allant vers la droite, on distingue un animal dont la tête a disparu, chèvre ou chevreau d'après le pelage ; un félin baisse la tête, lionne ou panthère. L'objet courbe posé au sol visible derrière son museau est un pedum, houlette de berger. À droite, les jambes de bouc d'un satyre sont coupées au niveau des genoux. Entre ses pattes figure une flûte de Pan. À côté, le petit sabot fourchu pourrait être la patte caprine d'un panisque (un jeune Pan). Sous ce sabot est couché un animal, un caprin d'après sa patte arrière. Sa tête disparue semble appuyée à un grand récipient dont seule la base est conservée. Devant cette base, ressort un relief en forme de boule aplatie. Par rapprochement avec d'autres décors dionysiaques mieux conservés, Robert Turcan identifie le grand récipient à la cuve servant à fouler le raisin et la boule à un vase à vin recuillant le jus fermenté.

Détails de la base du sarcophage
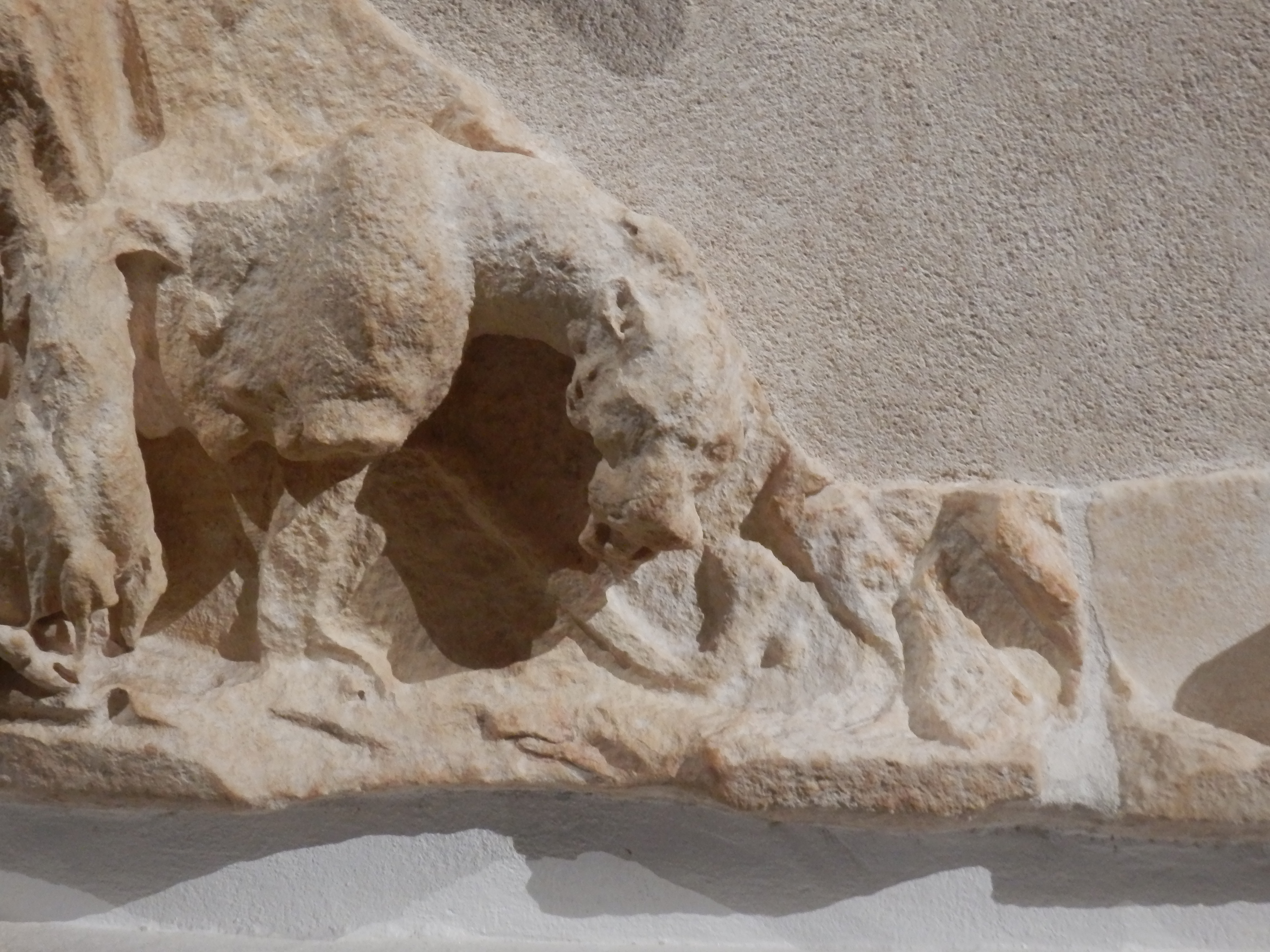
Lionne ou panthère, pedum posé au sol, jambes de bouc.
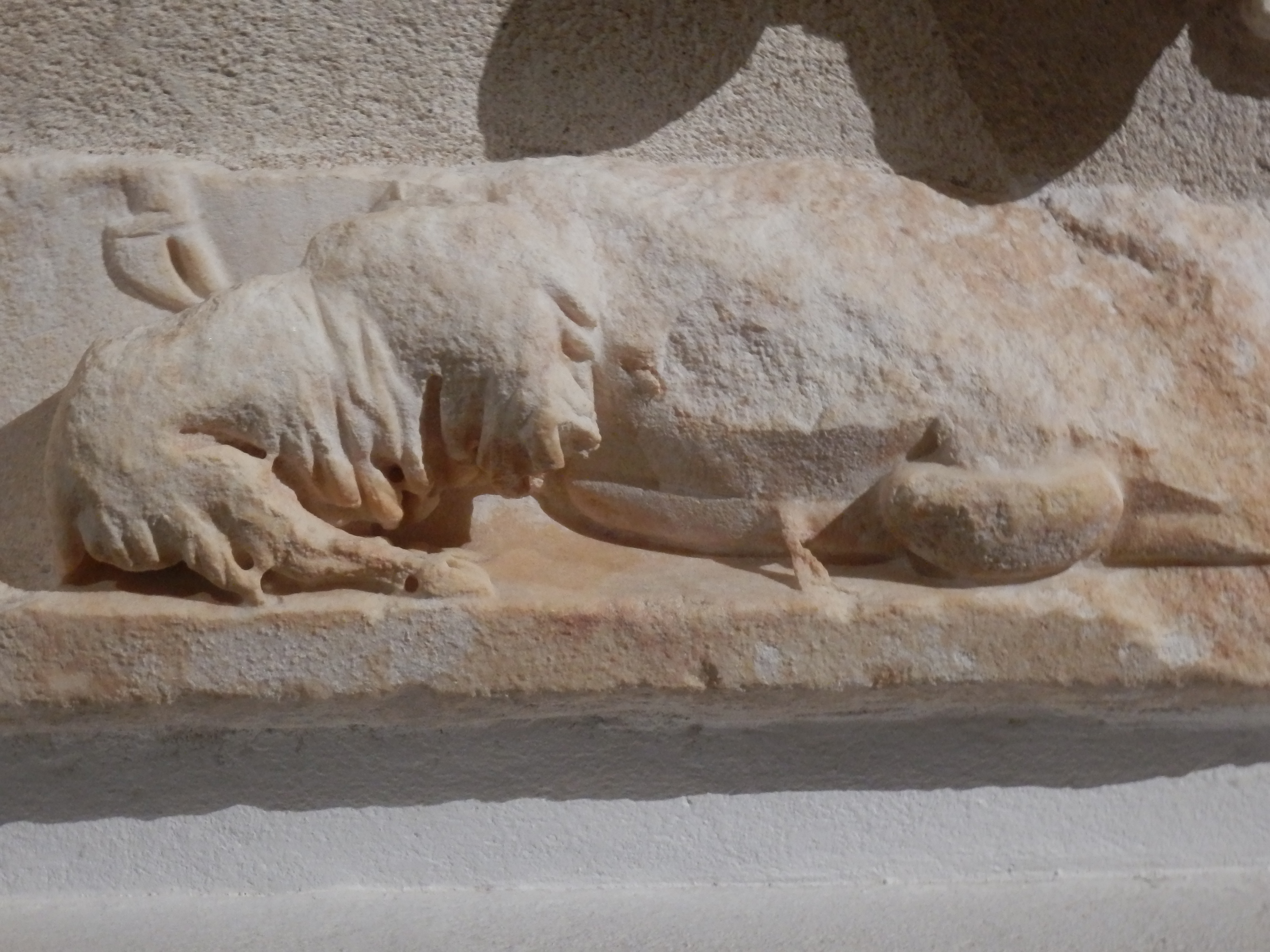
Petit sabot, caprin couché, base de récipient, vase en boule aplatie.
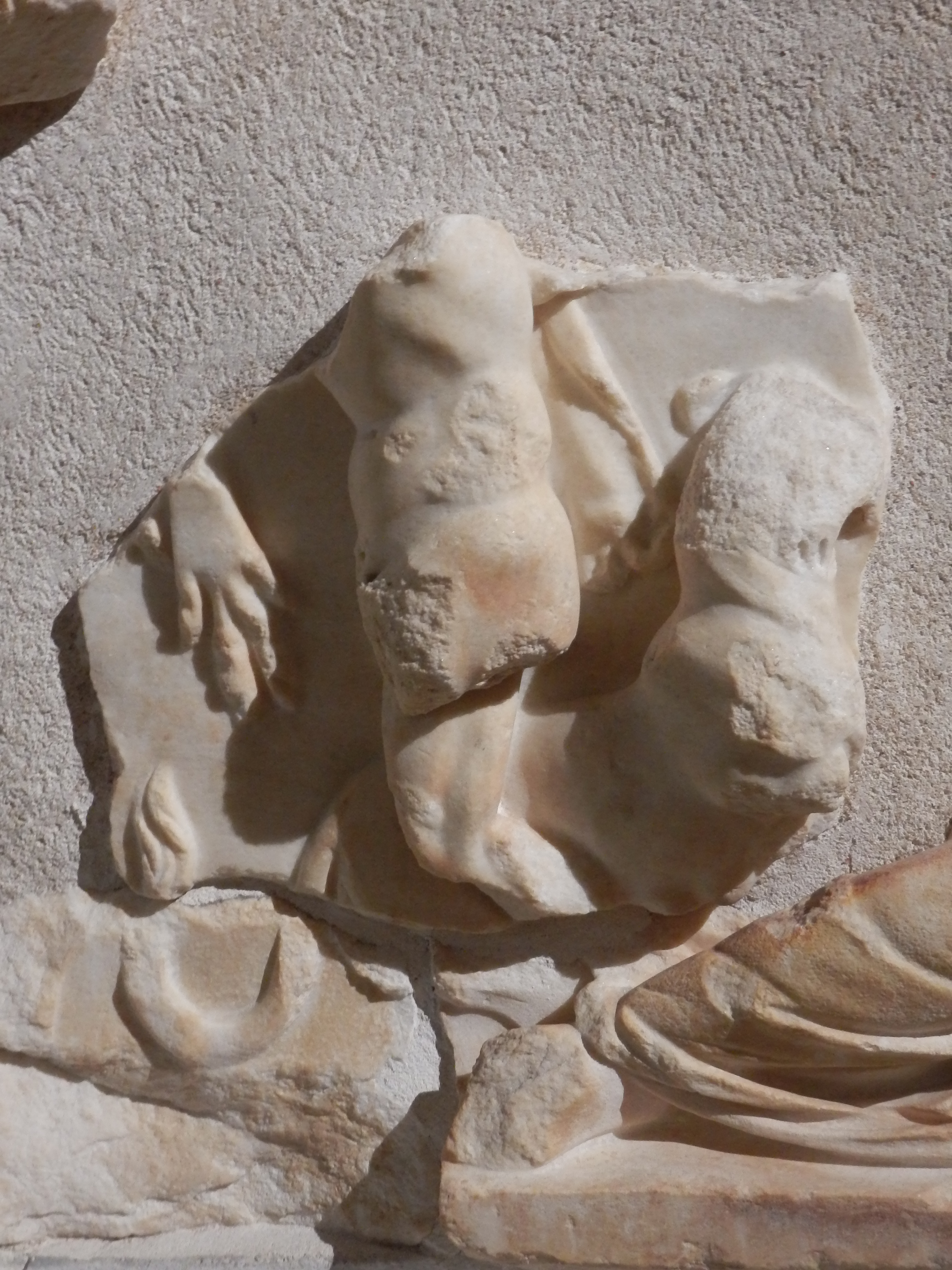
Petit personnage passant devant un félin tourné vers la droite.
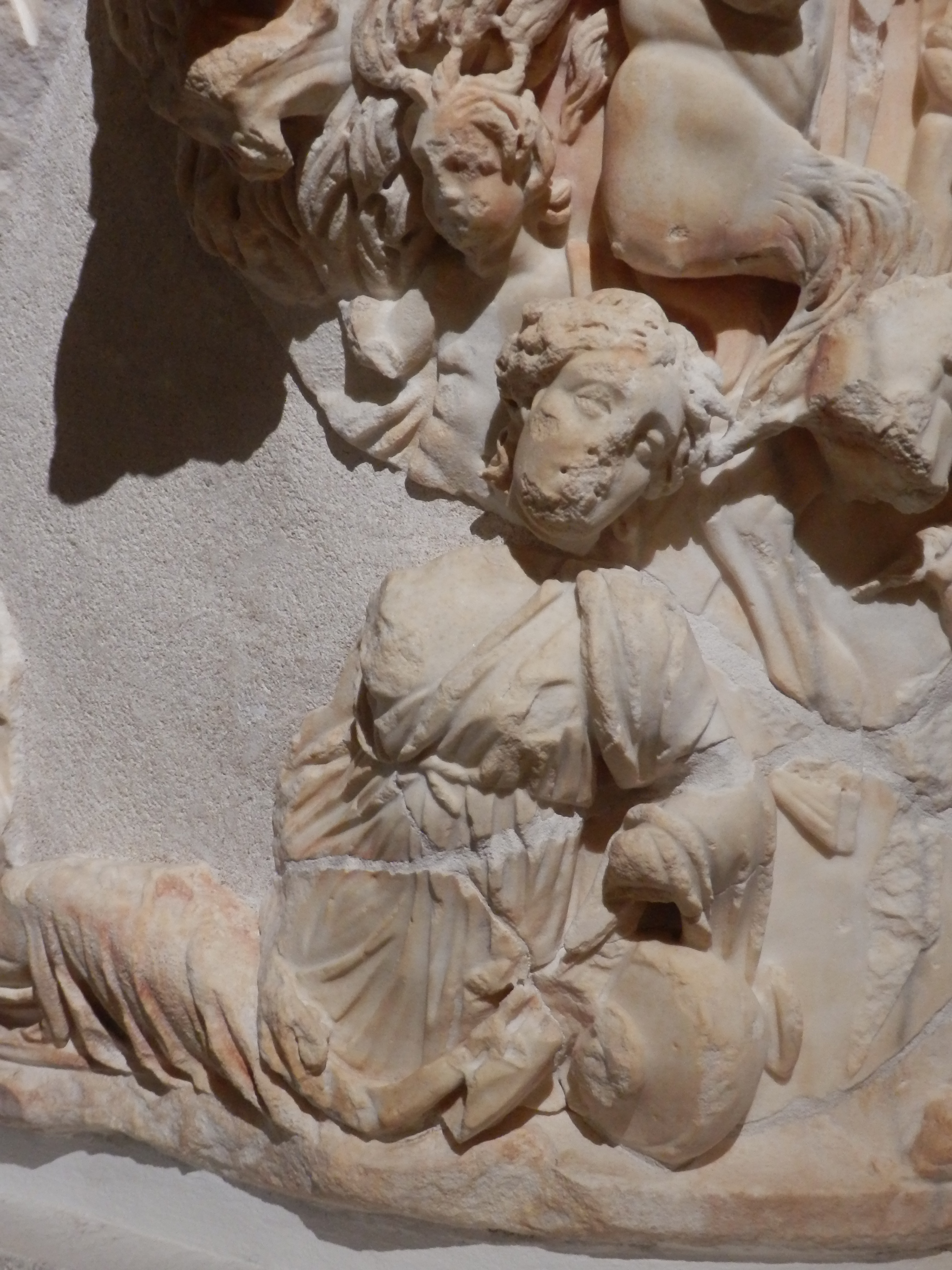
Femme demi-allongée, assoupie.

Un fragment accolé à la base du sarcophage montre le torse et la jambe droite d'un petit personnage qui passe devant un félin reconnaissable à sa longue queue. L'animal se dirige vers une femme à demi-allongée. Elle est enveloppée d'un chiton sans manche et d'un manteau couvrant ses jambes, le bras gauche accoudé sur une urne renversée, la tête tournée sur le côté, le visage assoupi. Ce personnage épouse la courbure de l'arrondi droit de la cuve, faisant ainsi écho au personnage allongé à l'extrémité gauche du sarcophage. Au-dessus de la tête de cette femme et sous la tête de lion se tient un jeune satyre au torse nu et à la chevelure ébourifée. À gauche de la tête de ce lion subsiste un torse féminin drapé dans un chiton sans manche, d'où émerge un bras à l'horizontale, tandis l'avant-bras manque. Robert Turcan interprête la posture légèrement rejetée en arrière et la tenue des bras comme l'attitude d'une joueuse de flûte double.

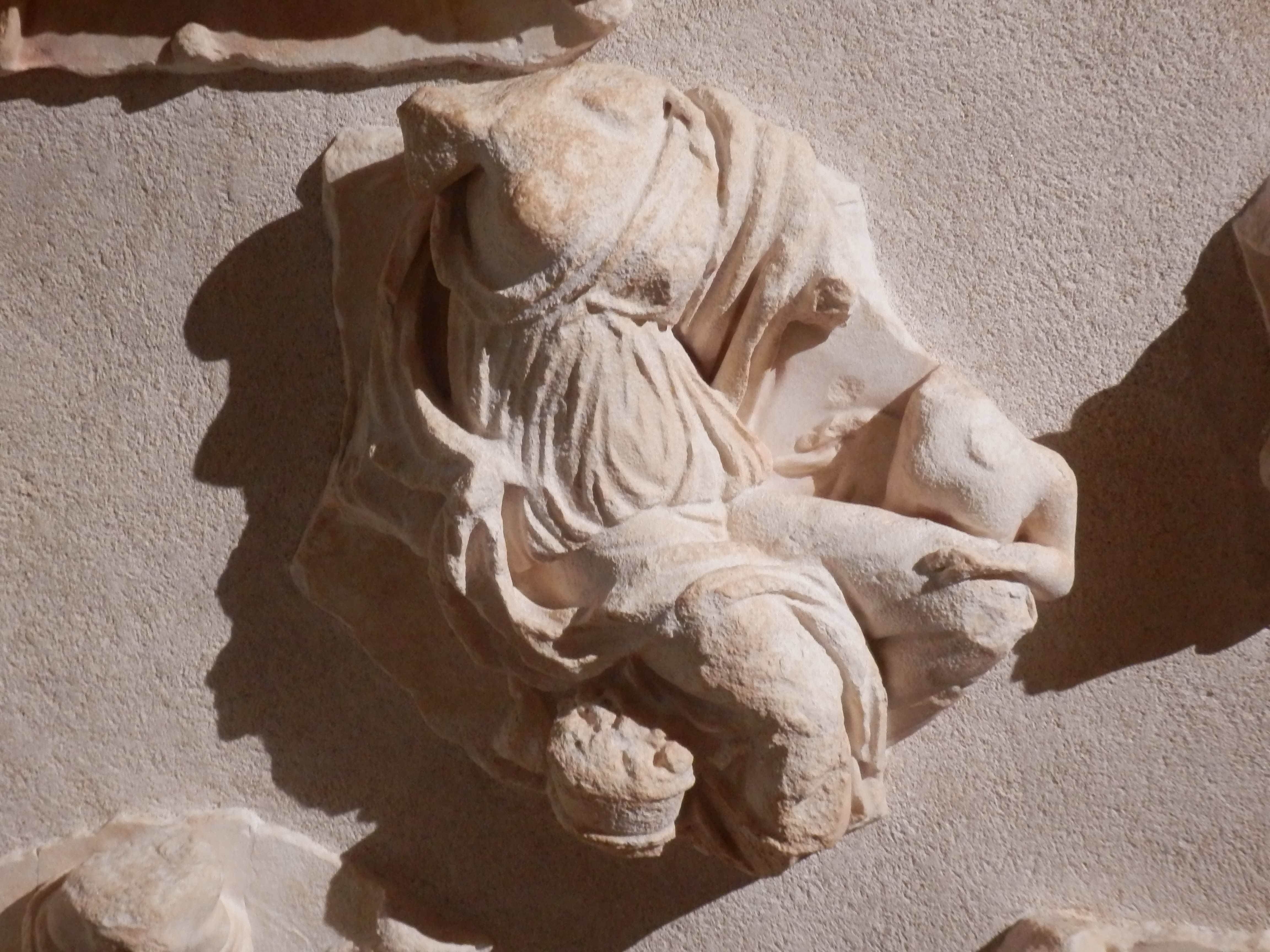
Morceau flottant : femme assise et enfant posant la main sur son genou.

Il subsite trois fragments que leur modelé en haut-relief rattache à ce panneau latéral mais qui ne peuvent être raccordés au reste du remontage. Un morceau en longueur appartient au bord supérieur de la cuve arrondi vers l'extérieur. Il est orné d'une tête couronnée de fleurs et de feuillage, penchée sur la droite. Les deux autres morceaux « flottants » sont placés arbitrairement : le plus grand représente une femme assise, tournée vers la droite, dont il manque la tête, les bras et les pieds. Elle porte un chiton qui laisse un sein nu. Sous sa cuisse droite, une corbeille renforcée par un bourrelet est peut-être un calathos. Près d'elle, apparait le torse nu d'un garçon qui pose la main sur son genou gauche.
Le dernier élément flottant est un torse coupé aux cuisses, sans tête ni bras, au ventre gonflé. Ce personnage est nu à part un linge noué sur le bas-ventre. Sur sa droite, subsiste un relief difficile à identifier : extrémité d'aile ou genou plié.

#### Décor de l'arrondi droit

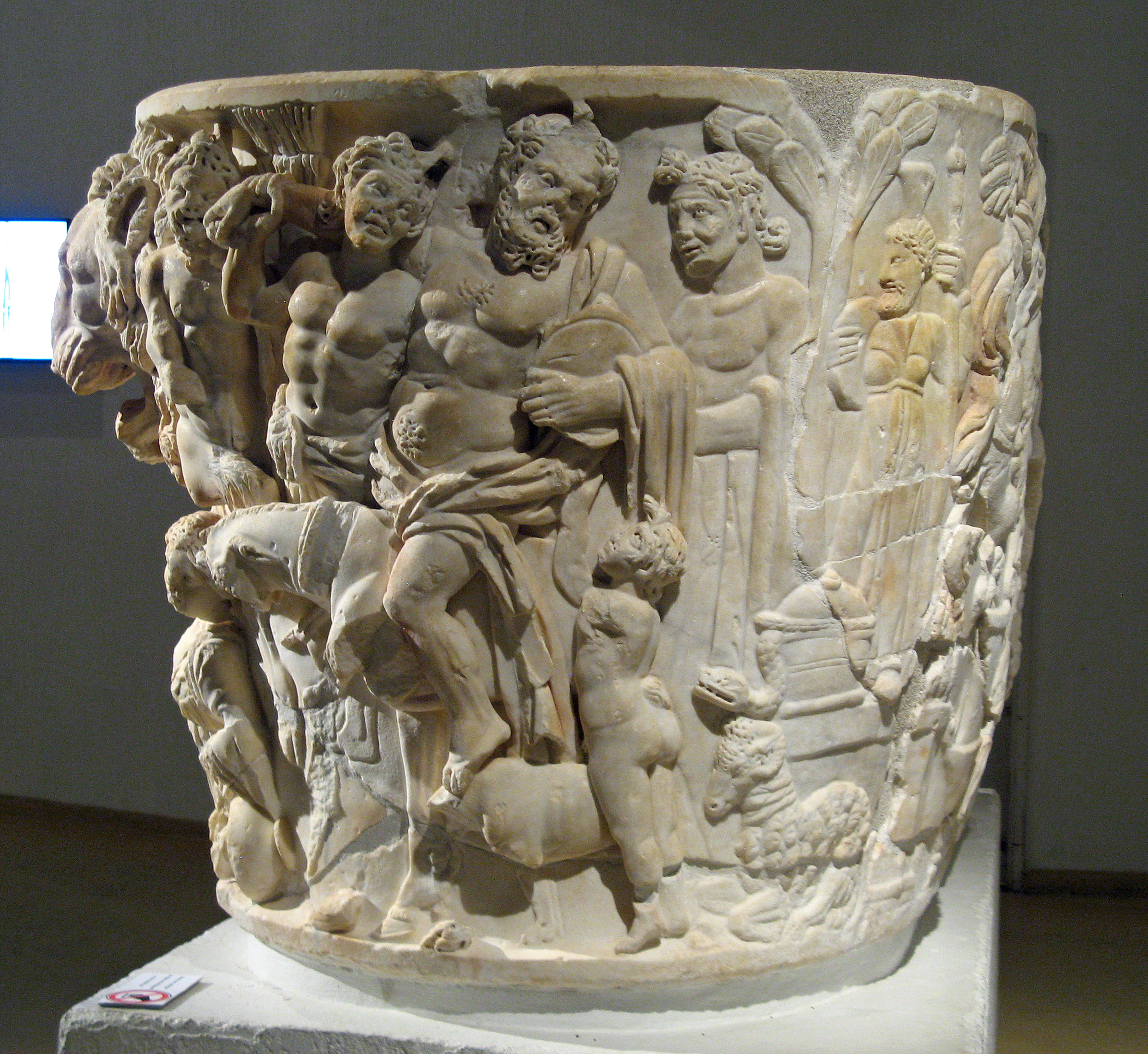
Le cortège de Silène.

Le flanc droit de la cuve montre une scène assez bien conservée, autour du personnage principal, le vieux Silène, père adoptif et précepteur de Dionysos-Bacchus, encadré par deux satyres reconnaissables par leurs oreilles pointues. Obèse, ivre et nu à part un linge entortillé autour de la taille qui passe sur son épaule et pend sur le bras, Silène se tient à califourchourchon sur un âne, dont la tête disparue se réduit à une oreille. Il est vigoureusement maintenu par un satyre qui l'empêche de tomber, tandis que Pan bondit près d'eux. Silène tient contre lui un instrument rond, un tympanon ou un tambourin, tandis qu'un petit satyre, debout sur la pointe des pieds, lui tend les bras. Derrière cet enfant, un bélier est couché les pattes repliées.

Détails de l'arrondi droit
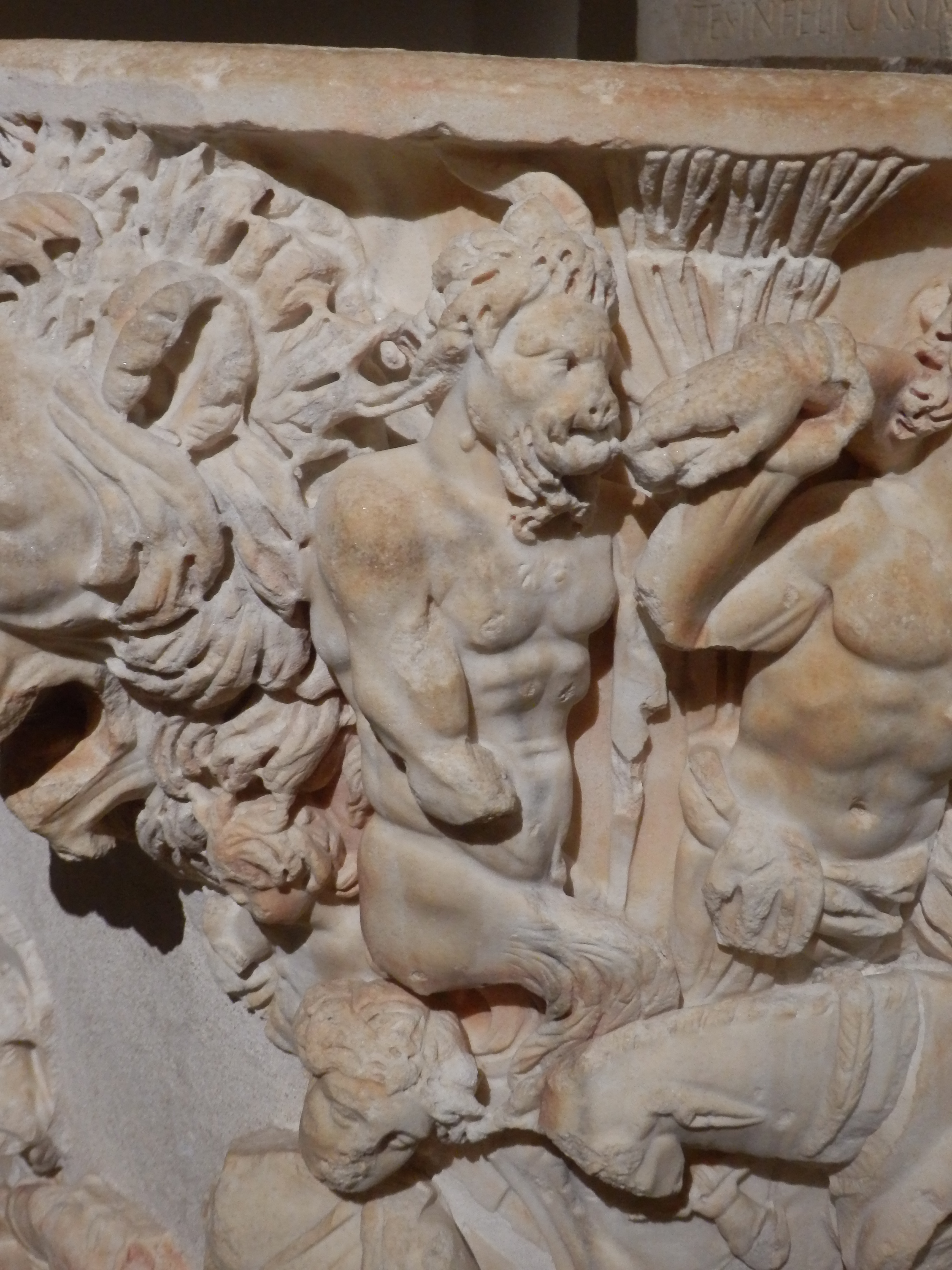
Pan bondissant devant l'âne de Silène
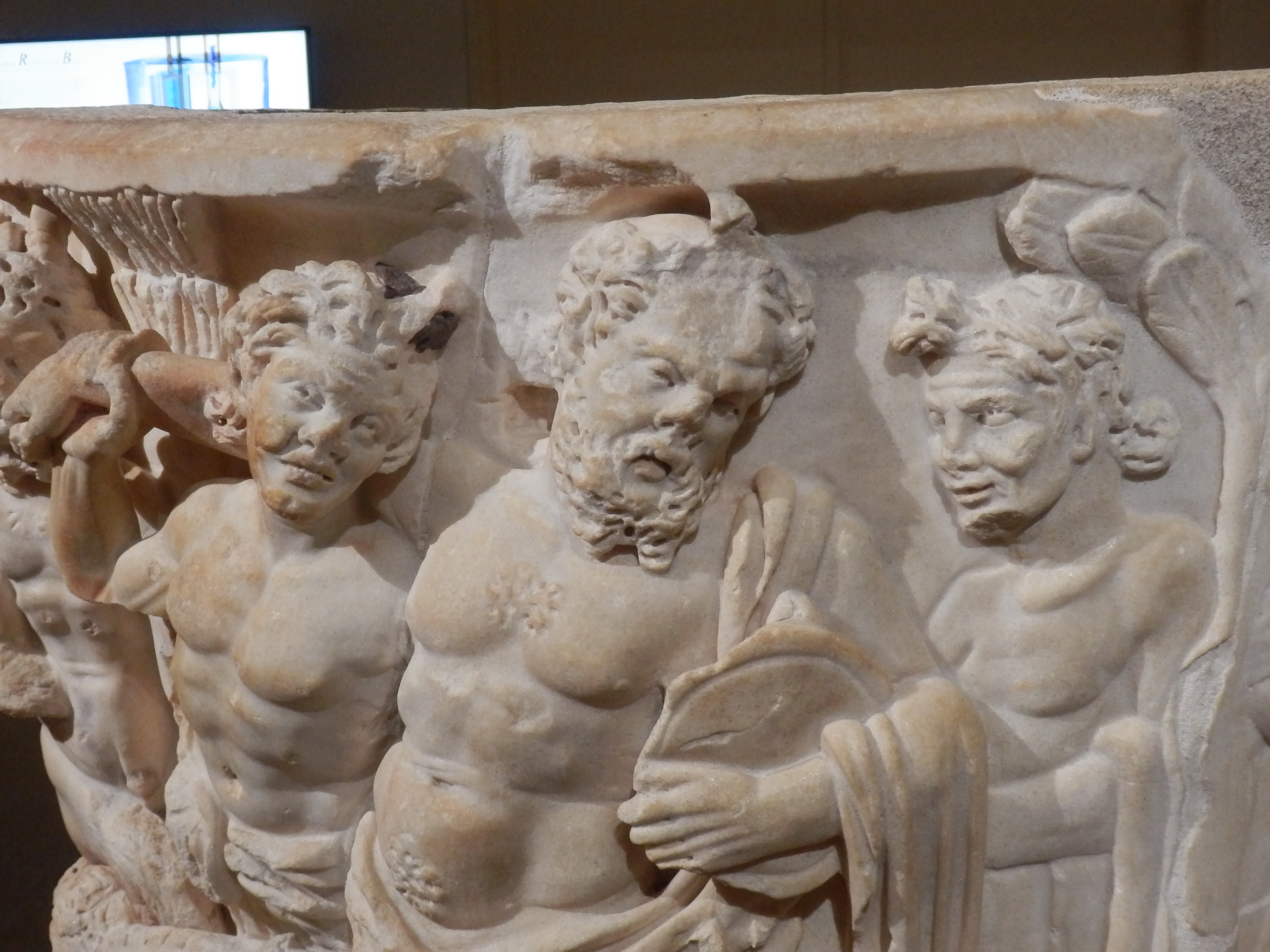
Silène soutenu par deux satyres.
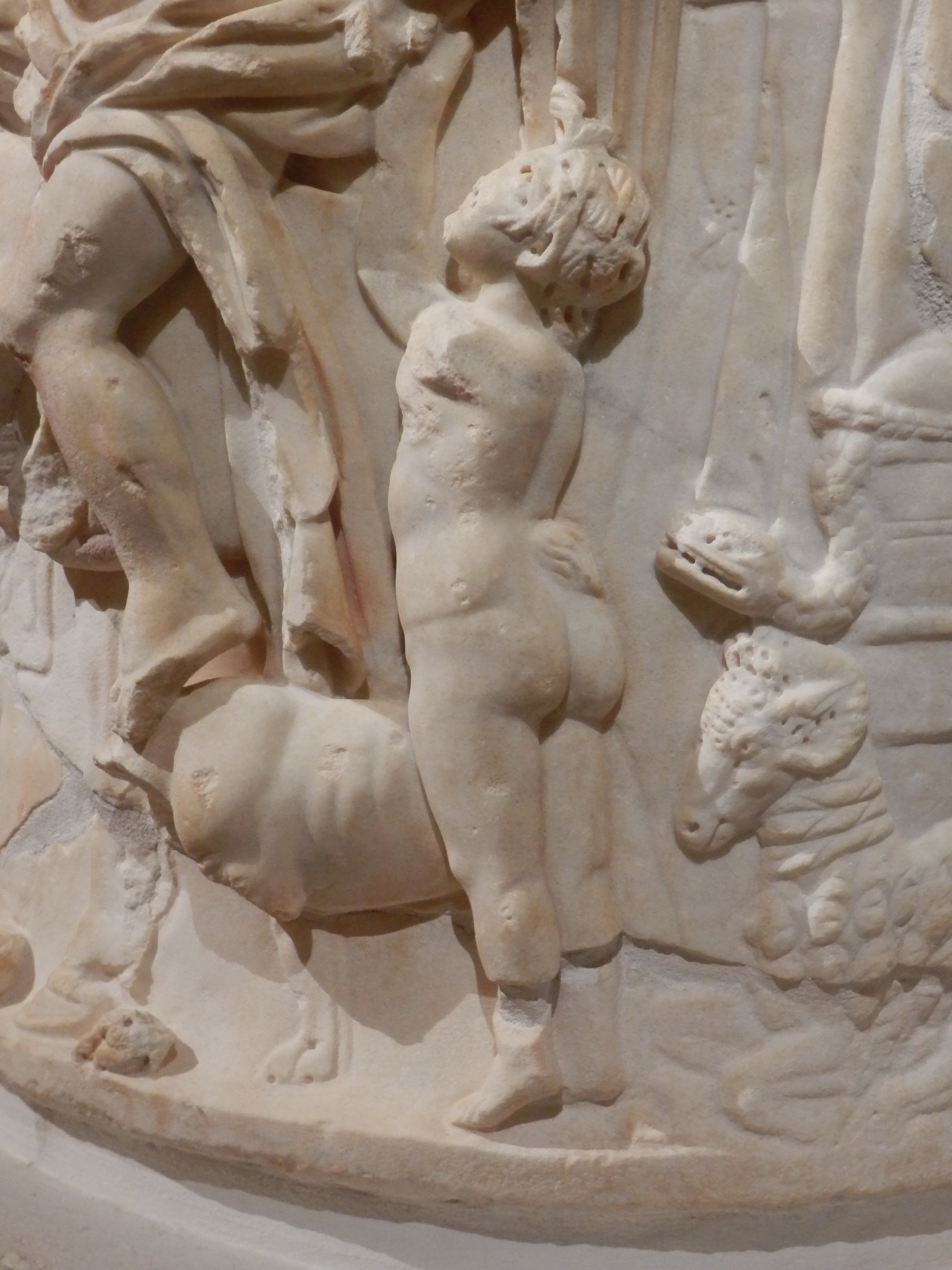
Petit satyre au côté de Silène.
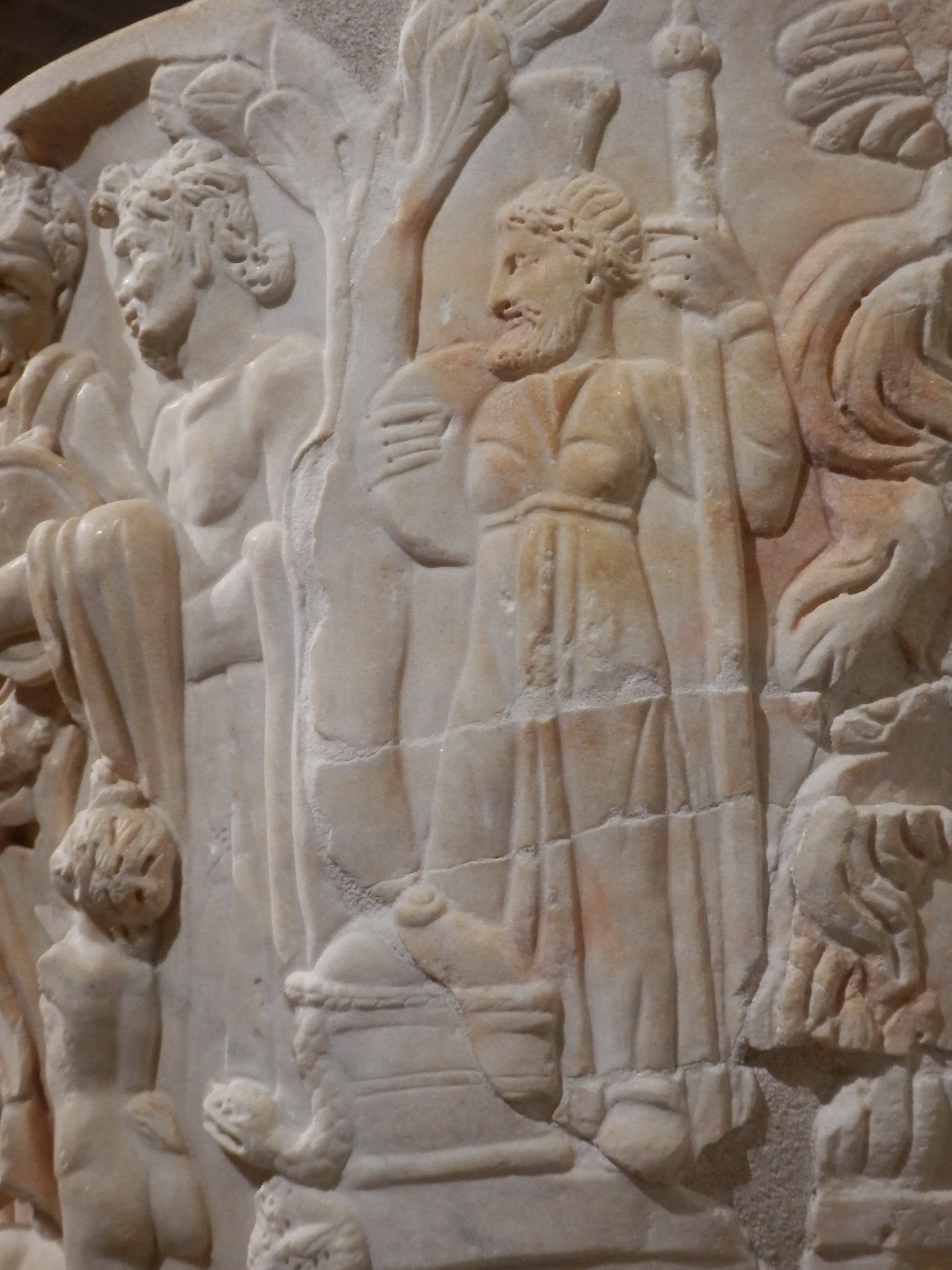
Divinité barbue et ses attributs dionysiaques.

Derrière et tourné vers le groupe se tient un personnage barbu, vêtu d'un chiton à manche, à la chevelure roulée en couronne autour de la tête comme le personnage à demi-allongé de l'autre côté du sarcophage. Il porte de divers attributs dionysiaques : un calathos sur la tête, un long thyrse dans la main gauche et un tympanon sous le bras droit. À ses pieds, un ciste posé sur un piédestal, panier sacré d'ou émerge un serpent, autres éléments dionysiaques. En arrière-plan, un arbre étale un bouquet de feuilles lobées et nervurées.

#### Décor du panneau latéral arrière
La face latérale arrière est encadrée par deux visages de Gorgones avec des ailes sur les tempes et des queues de serpent sous le menton. Avec leur regard pétrifiant, elles protègent le défunt et complètent le rôle apotropaïque des têtes de lion de l'autre panneau.

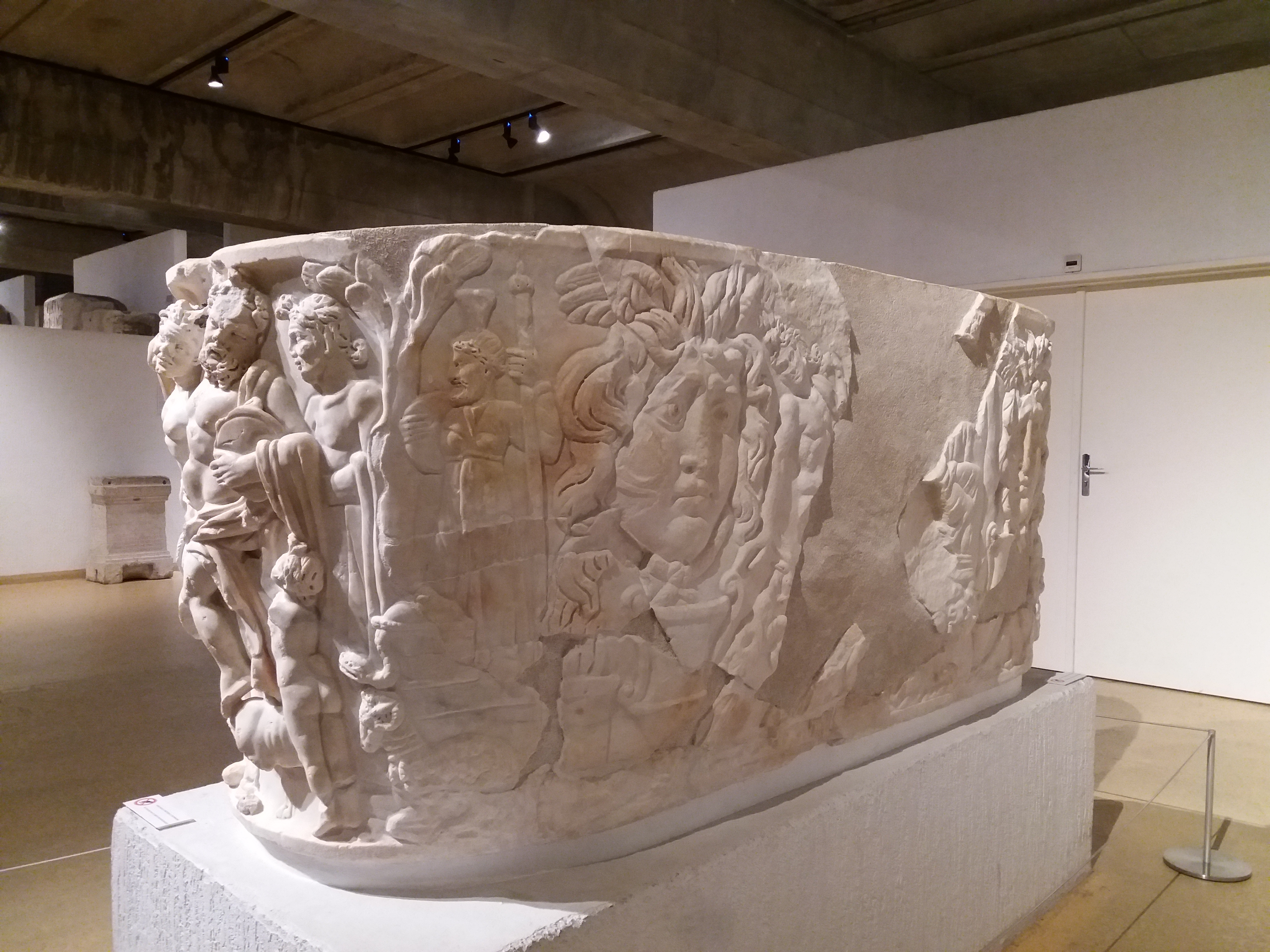
Panneau arrière, partie gauche.
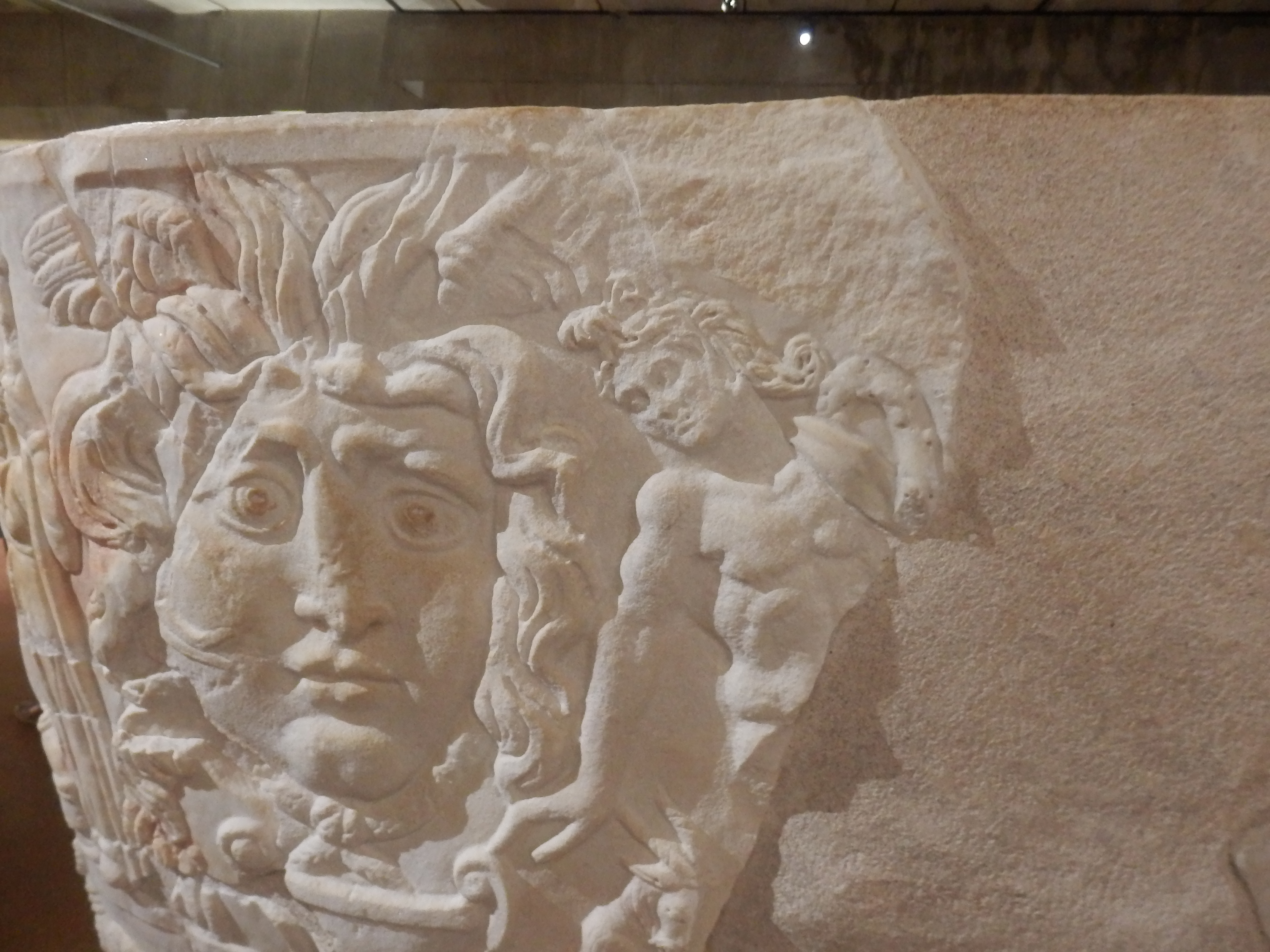
Gorgone du côté gauche, satyre qui s'élance vers le centre.
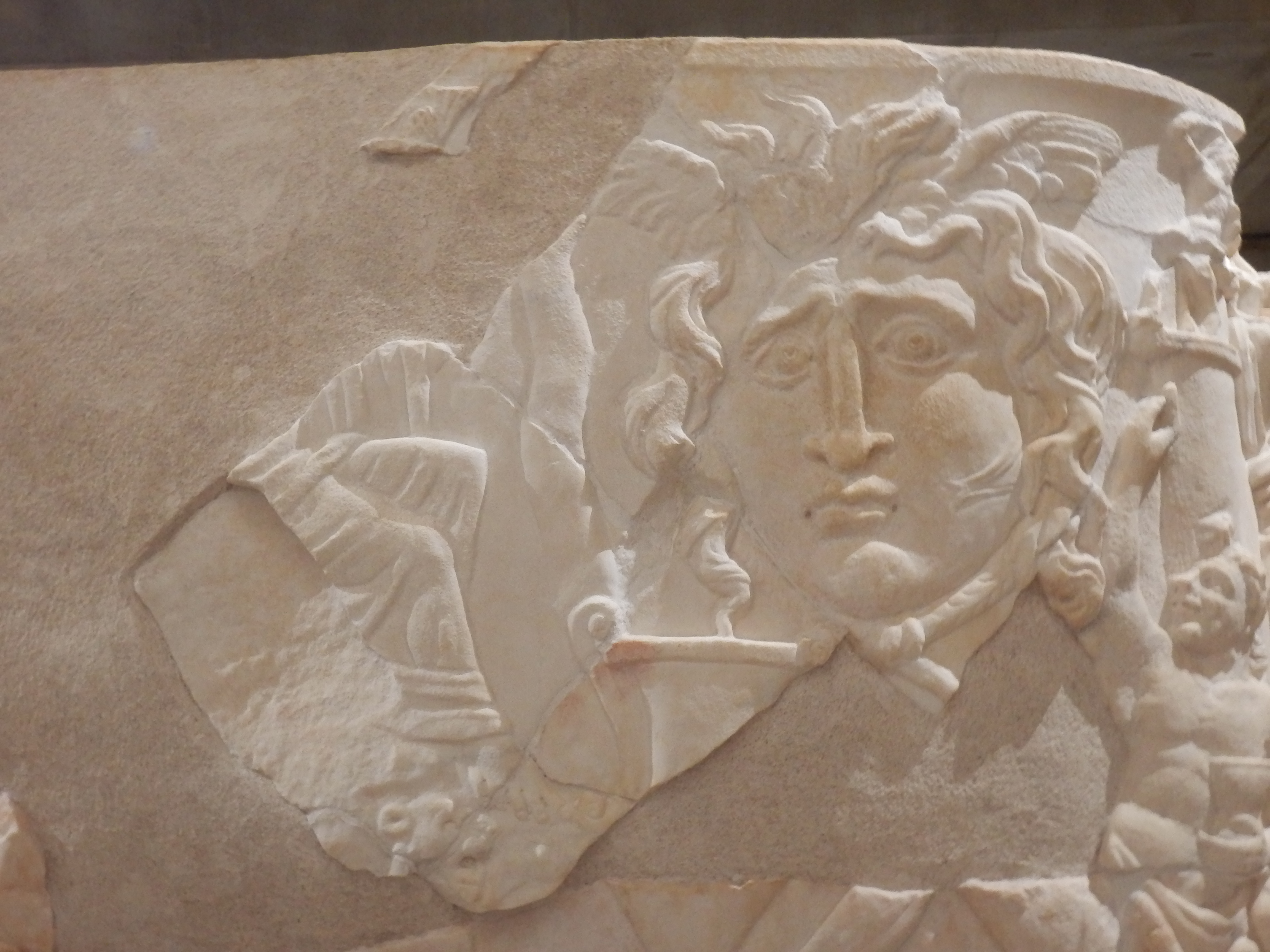
Gorgone du côté droit, jambes d'un personnage assis.
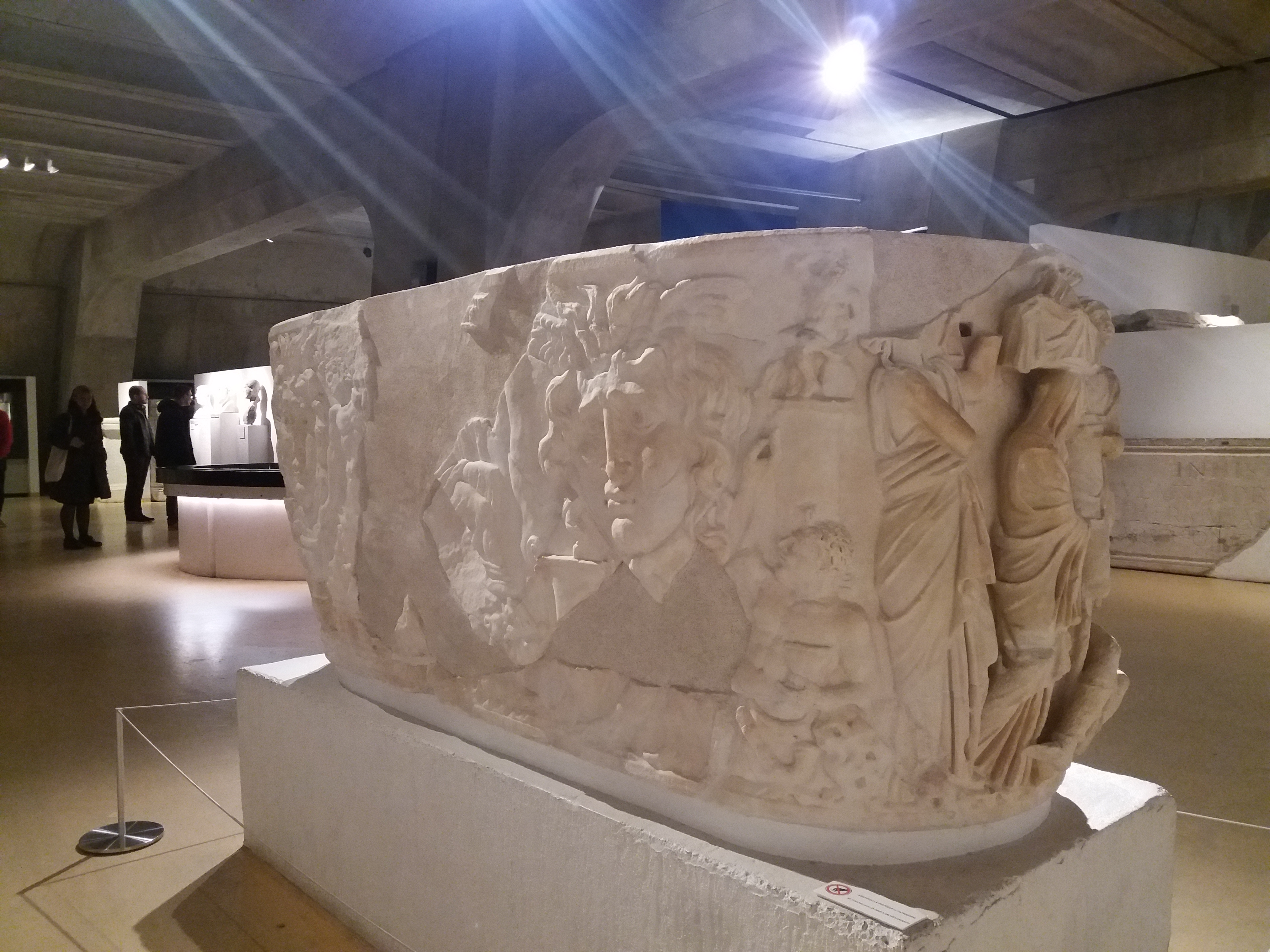
Panneau arrière, partie droite.

Comme pour le panneau frontal, la partie centrale du panneau arrière est disparue, la scène figurée est trop mutilée pour établir des analogies avec d'autres reliefs, elle ne peut donc être interprétée. Sous la Gorgone de gauche, montent en torsade les flammes d'un petit autel quadrangulaire, et figure un cratère aux anses en volutes. À droite de cette Gorgone, subsiste le torse nu, la tête et le bras d'un satyre qui s'élance vers le centre. Près de sa jambe, un chevreau se dresse sur ses pattes arrière. Au sol et de gauche à droite, apparaîssent les pieds du satyre, les moulures de la base d'un piedestal ou d'un grand vase, la queue et les pattes d'un félin tourné vers la droite.

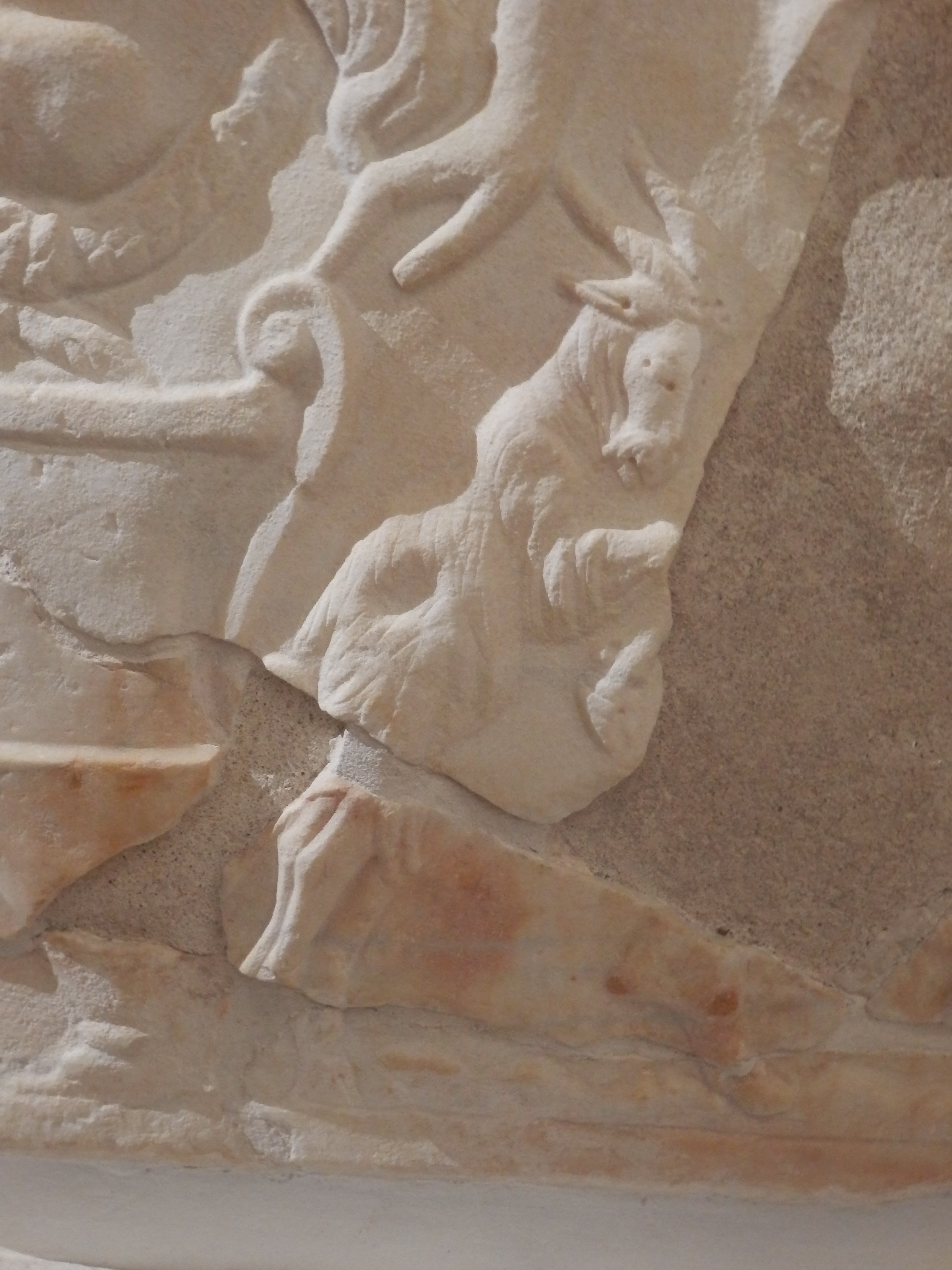
Chevreau debout, pied gauche du satyre.
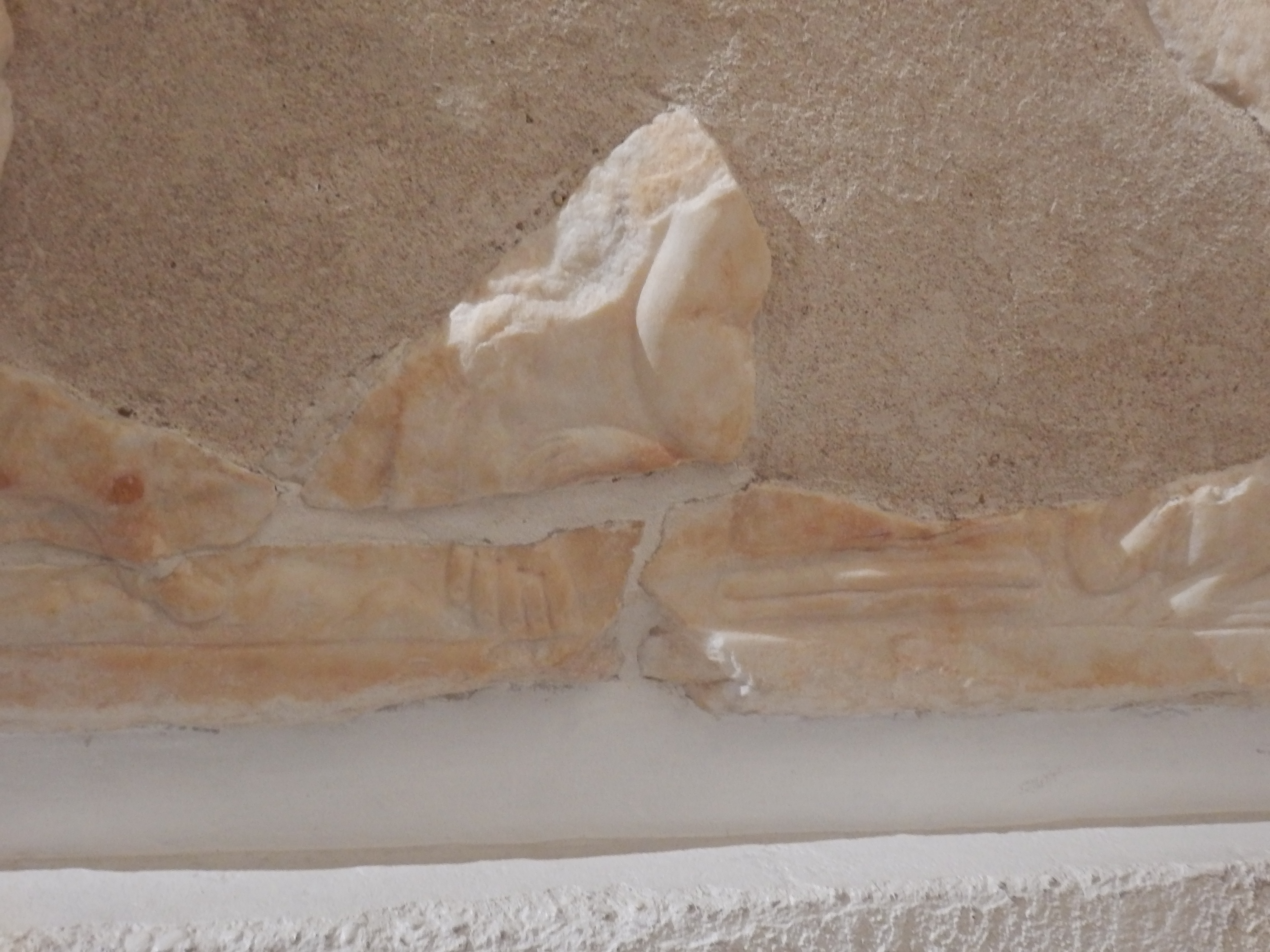
Pied gauche et orteils droits du satyre, base moulurée.
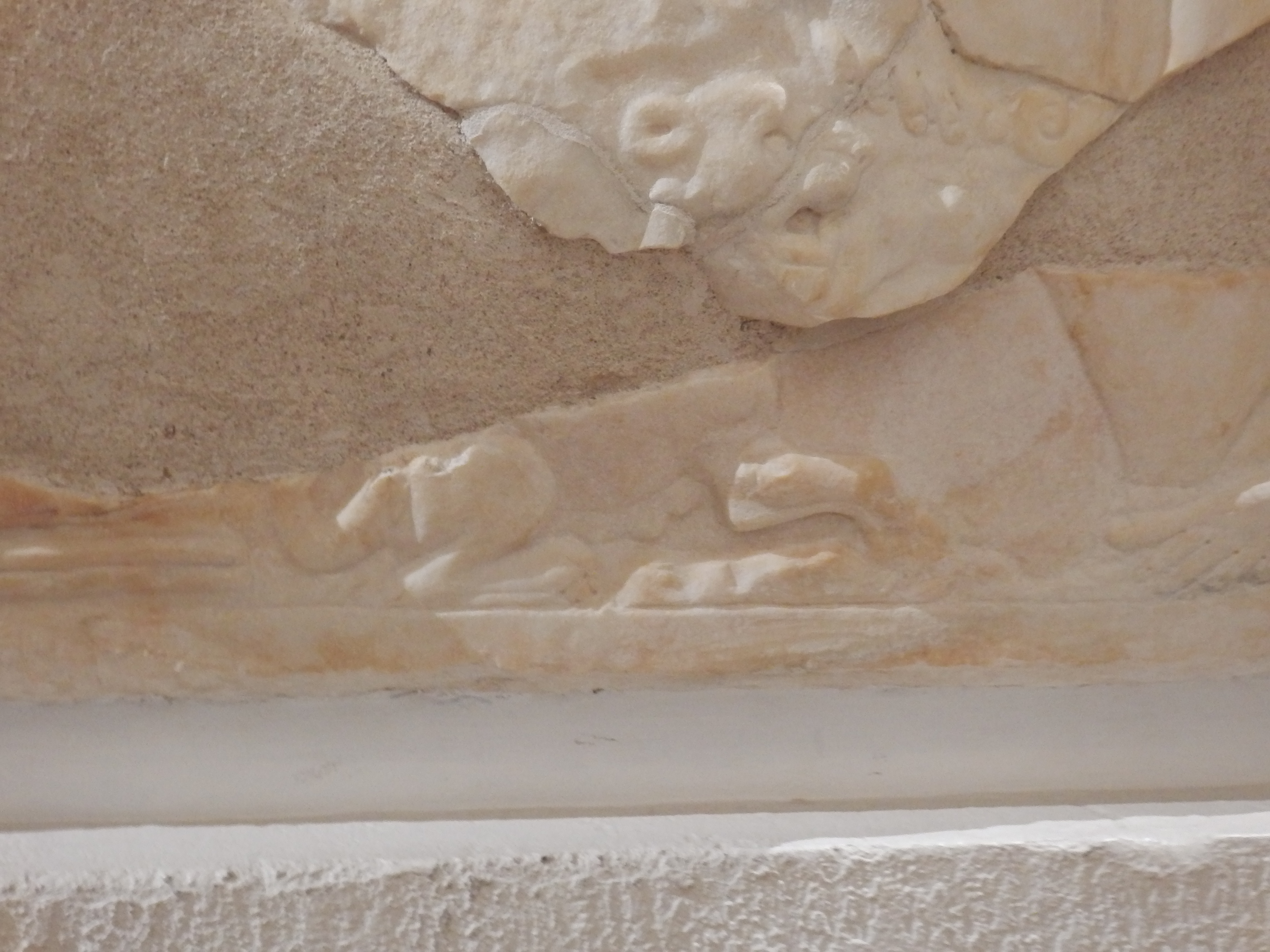
Queue, pattes et tête de lionceau.

Les seuls vestiges du motif central sont les deux jambes d'un personnage assis, tourné vers la Gorgone de droite et drapé jusqu'aux pieds dans un chiton féminin. Entre ce personnage et la Gorgone monte le tronc d'un arbre en arrière-plan. Sous la tête de cette Gorgone apparait aussi un cratère aux anses en volutes, mais placé de façon décalée par rapport à figuration du côte gauche. Cela laisse la place pour les jambes allongées d'un satyre torse nu qui se prélasse, adossé à une colonne et accoudé à un rocher. Il tient un calice dans la main gauche et lève son bras droit au-dessus de sa tête. La colonne est lisse et constitue le piédestal d'un petit personnage barbu et nu, assis sous le bord supérieur du sarcophage, levant un bras au-dessus de sa tête et tenant un objet inidentifiable dans la main gauche. Ce personnage au relief érodé n'est pas reconnaissable, peut-être est-ce simplement un bacchant ivre.

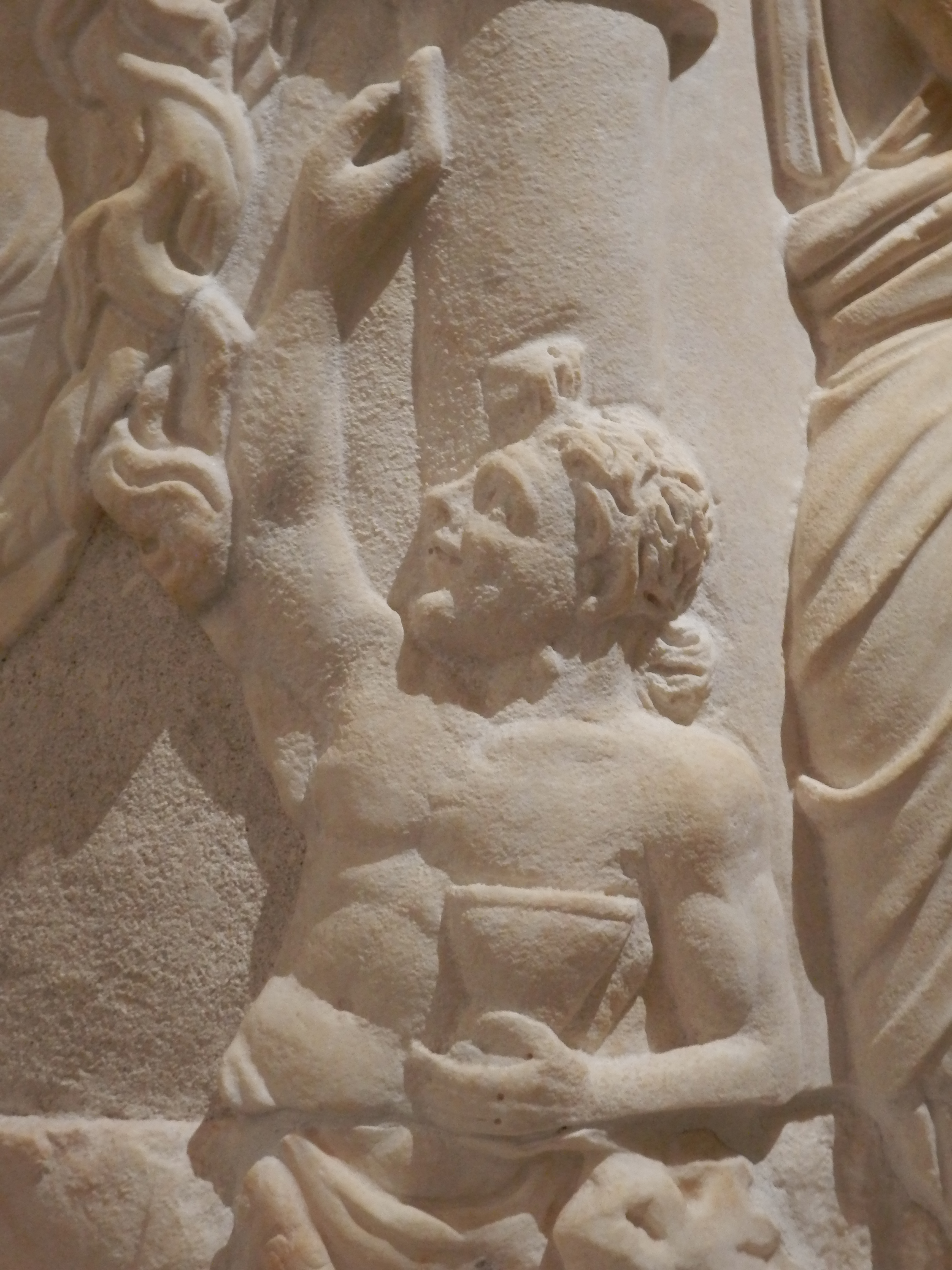
Côté droit, satyre adossé à une colonne.
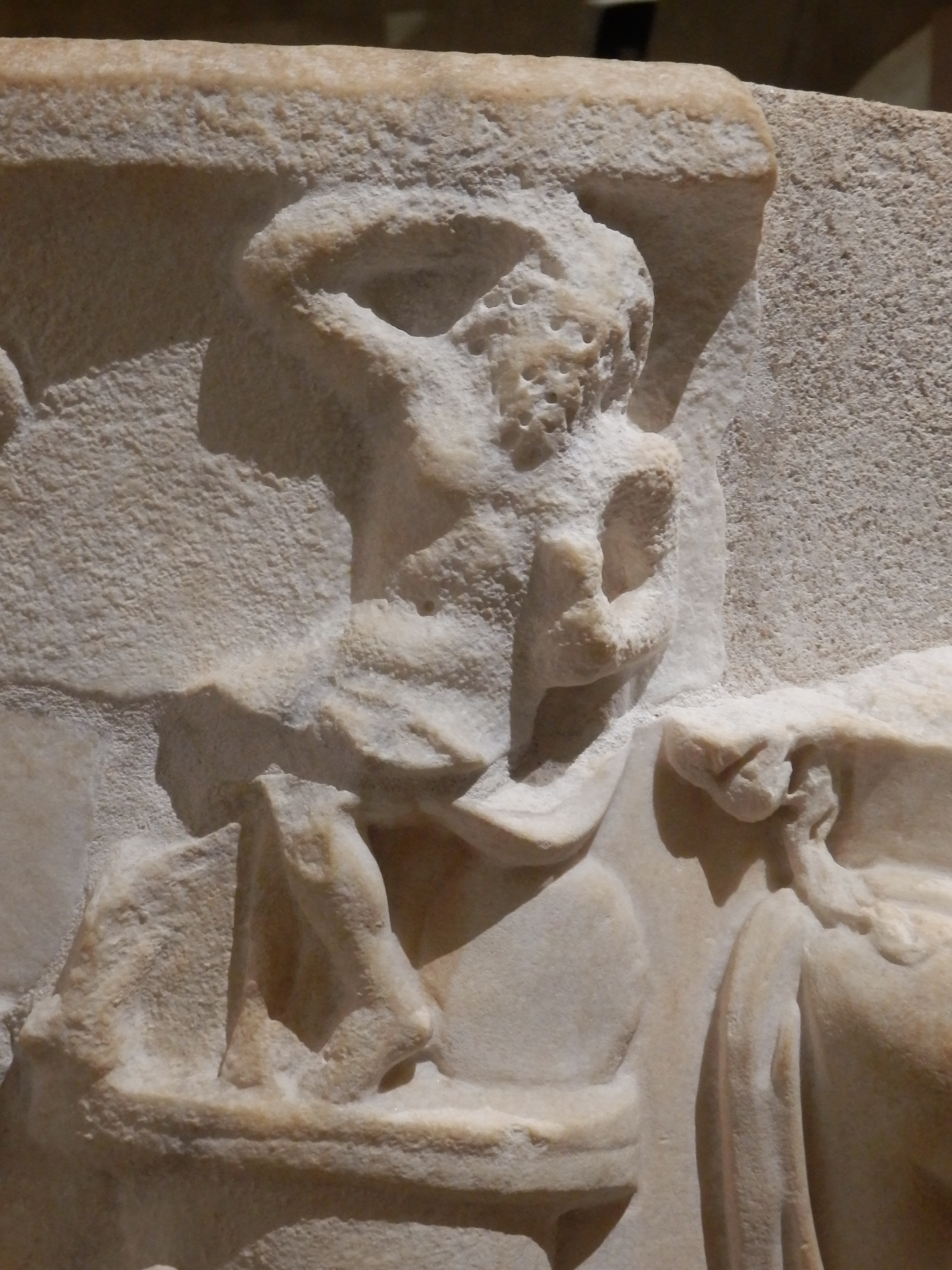
Petit personnage assis en haut de la colonne.

## Datation
Les thèmes dionysiaques dans la sculpture funéraire romaine couvrent une large période, entre 120 et 330 environ. Le style général du décor du sarcophage des Acceptii, et plus précisément la facture des crinières des mufles léonins, motif apotropaïque récurrent, conduit Robert Turcan à le rattacher à une série de sarcophages en cuve (lénoi) manufacturés par un atelier de Rome, dont il échelonne la production de 210 à 250 environ.
Robert Turcan ressert cette fourchette aux années 220, en raison de la composition en plans étagés, au souci de meubler de détails le sol et les blancs de l'arrière-fond. Autre trait typique de cette époque, le positionnement frontal des protagonistes, visible sur de nombreux détails : le torse d'Hercule, la torsion un peu forcée du buste de l'homme à demi-allongé, le personnage ventru au centre du panneau latéral, les têtes tournées de Silène et du satyre qui le soutient, tous font face au spectateur. Enfin, l'expressivité des physionomies, le modelé des musculatures, des chevelures et des crinières évoque le style de nombre de sarcophages des années 220-240. Compte-tenu de la qualité de réalisation du sarcophage des Acceptii et de la tendance de l'atelier à une certaine négligence de facture à la fin de cette période, Robert Turcan situe la réalisation du sarcophage des Acceptii au début de cet intervalle, soit vers 220.
Cette datation vers 220 est reprise par Jutta Stroszeck dans son corpus des sarcophages antiques à têtes de lion,.
Par contre, la notice du sarcophage des Acceptii publiée en 2006 dans le Recueil général des sculptures sur pierre de la Gaule - Lyon propose une datation un peu plus tardive, vers 250-260.

## Interprétations

### Le culte de Bacchus-Dionysos
La mythologie grecque met en scène Dionysos dans de nombreuses légendes disparates. Fils de Zeus et de la mortelle Sémélé, il est élévé par le vieux Silène dans les montagnes de Thrace, au milieu d'une nature sauvage peuplée de satyres, de ménades et d'animaux sauvages. Adulte, il voyage en Égypte et en Asie, tente d'introduire son culte de la vigne, du vin et de l'ivresse, marqué par la frénesie de ses cortèges. Il frappe de délire les dirigeants qui le repoussent. Il conquiert l'Inde et en revient triomphant. Il recueille Ariane que Thésée a abandonné sur l'île de Naxos et l'épouse.
Son culte se répand dans le monde grec en fêtes officielles, les Dionysies, et comme culte à mystères entre initiés. Il atteint l'Italie du sud et Rome. L'origine étrangère, le secret des initiations et les bruyantes célébrations nocturnes provoquent à Rome le scandale des Bacchanales en 186 av. J.-C.. La répression officielle qui s'ensuit et les sévères restrictions imposées au culte lui mettent un coup d'arrêt en Italie. Le culte ne réapparait qu'au temps de Jules César et de Marc Antoine sous une forme assagie et admissible.
Au IIe siècle apr. J.-C., le culte dionysiaque, répondant au désir d'immortalité personnelle, a assimilé nombre de divinités orientales, Iacchos, Zagreus, Sabazios, les Baals syro-phéniciens, les égyptiens Osiris et Sérapis et s'est implanté dans tout l'Empire.

### Le triomphe de Bacchus

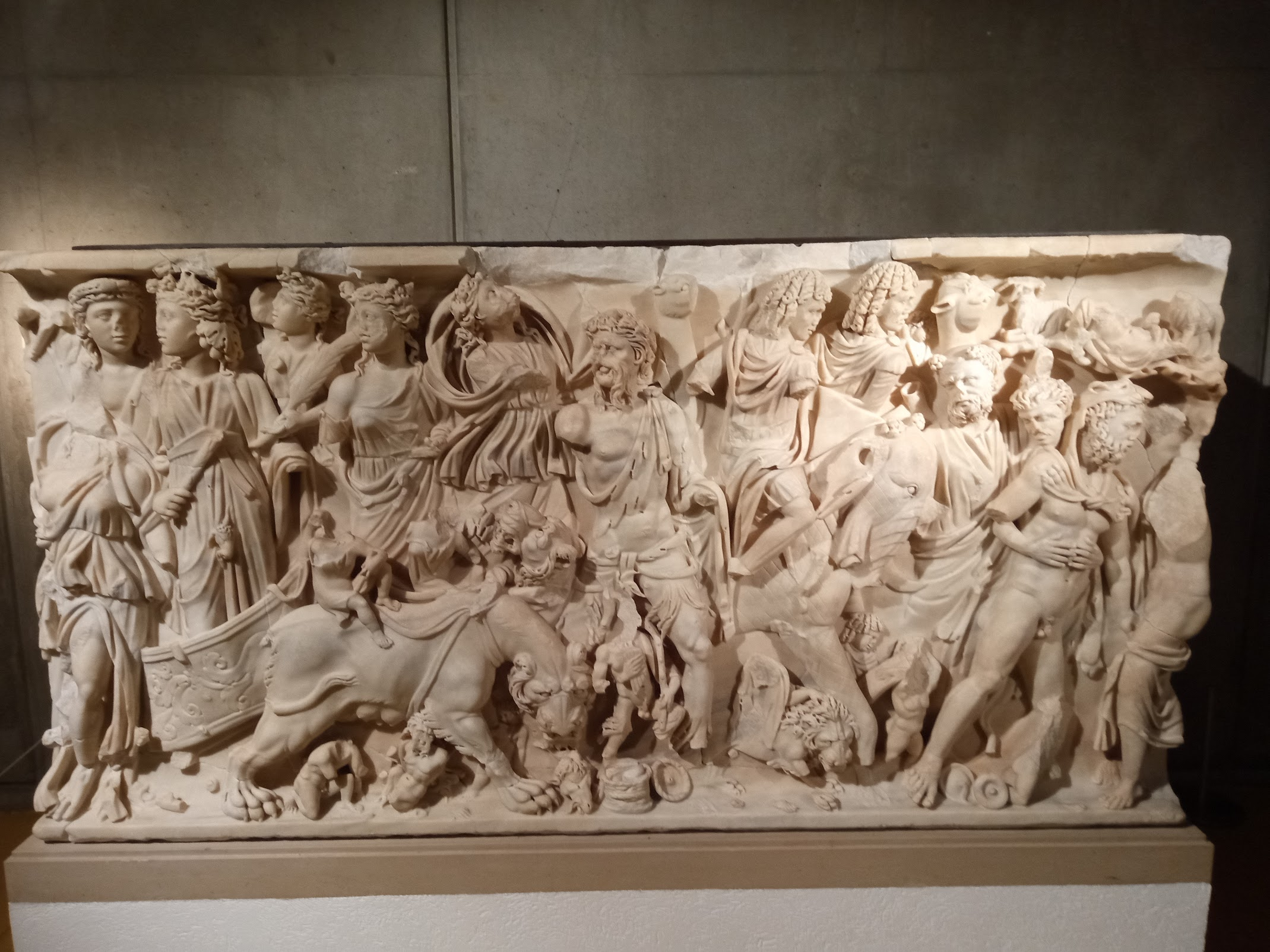
Sarcophage du triomphe de Bacchus, musée Lugdunum (Lyon).

L'interprétation du panneau latéral comme le triomphe de Bacchus est formulée par Auguste Allmer dès son premier article paru dans Le Salut public de juin 1870, vision qui est reprise par ses continuateurs.
En 1875, grâce à la culture mythologique d'Auguste Allmer, Isidore Hedde présente le décor de la cuve comme la succession de trois scènes. La marche de Silène, ivre et maintenu sur son âne tant bien que mal par un satyre et un jeune faune. Le triomphe de Bacchus avec, à droite sous un lion, une femme à demi allongée et appuyée sur une urne renversée, identifée comme la personnification du lieu de la scène, c'est-à-dire la montagne de Nisa en Inde où Bacchus aurait été élevé. Le décor central, très lacunaire, est imaginé en s'inspirant du cortège figuré sur le sarcophage du triomphe de Bacchus, œuvre déjà conservée au musée Saint-Pierre. La troisième scène évoque le mariage de Bacchus et d'Ariadne, qui parait s'éveiller ou ressusciter, assise ou à demi-couchée au sol sous le lion de gauche. À côté d'elle, trois femmes sont debout. Selon Hedde, l'une jette au ciel des cris de désespoir, celle du milieu, enveloppée de la tête aux pieds et passant sous un volumineux baldaquin, exprime le poids du chagrin et symbolise la nuit du trépas, la dernière, « droite, radieuse, exaltée », annonce le retour à la vie. Hedde et Allmer y voient l'allégorie de l'agonie, de la mort et de la résurrection. Auguste Allmer résume cette interprétation dans son répertoire des inscriptions antiques de 1889 : « Sur ce sarcophage, assurement envoyé de Grèce tout sculpté, était représentée la résurrection d'Ariadne par Bacchus suivi de son bruyant cortège ».

Expressions des trois femmes, vues par Hedde et Allmer
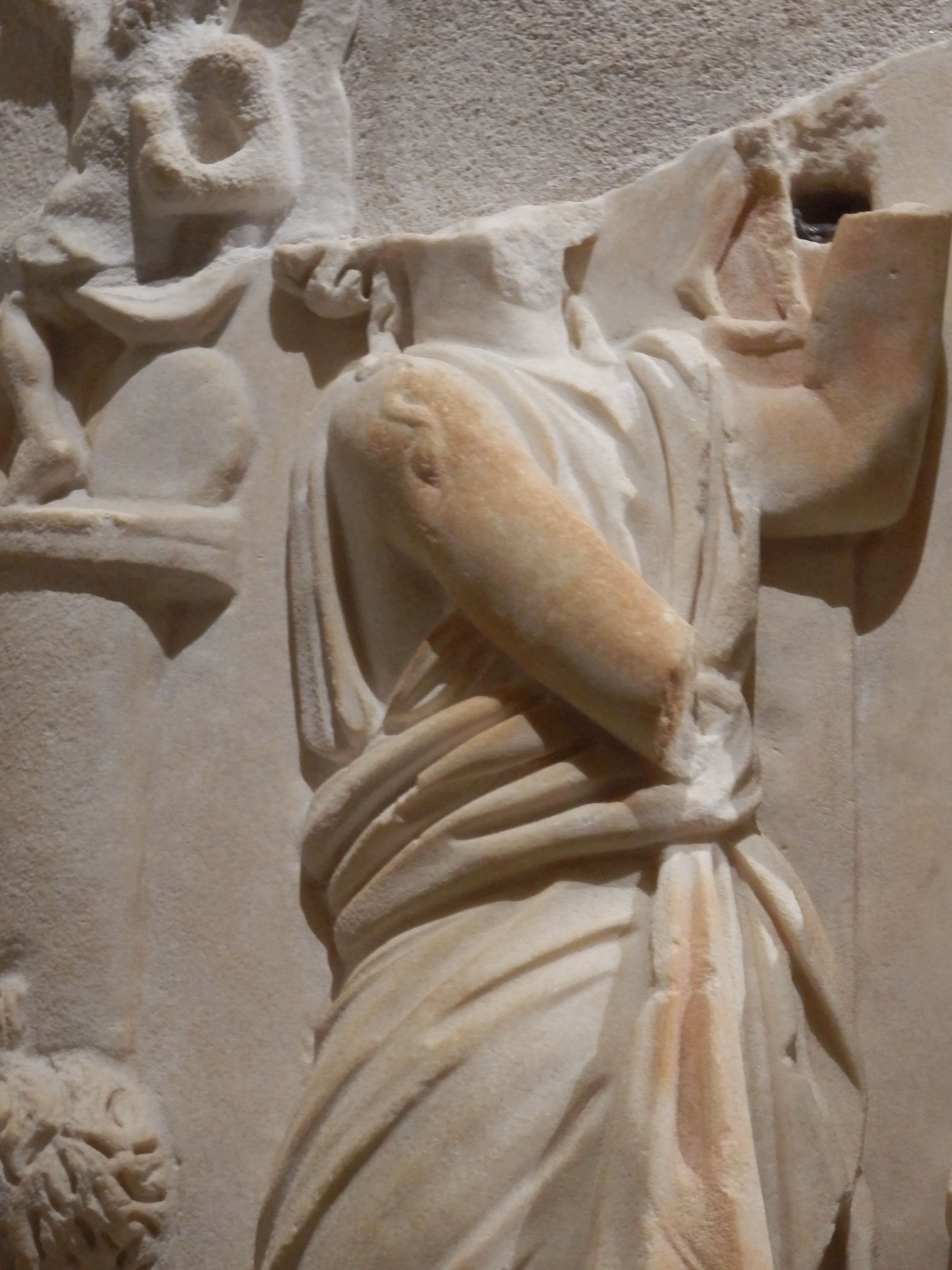
Exaltation.
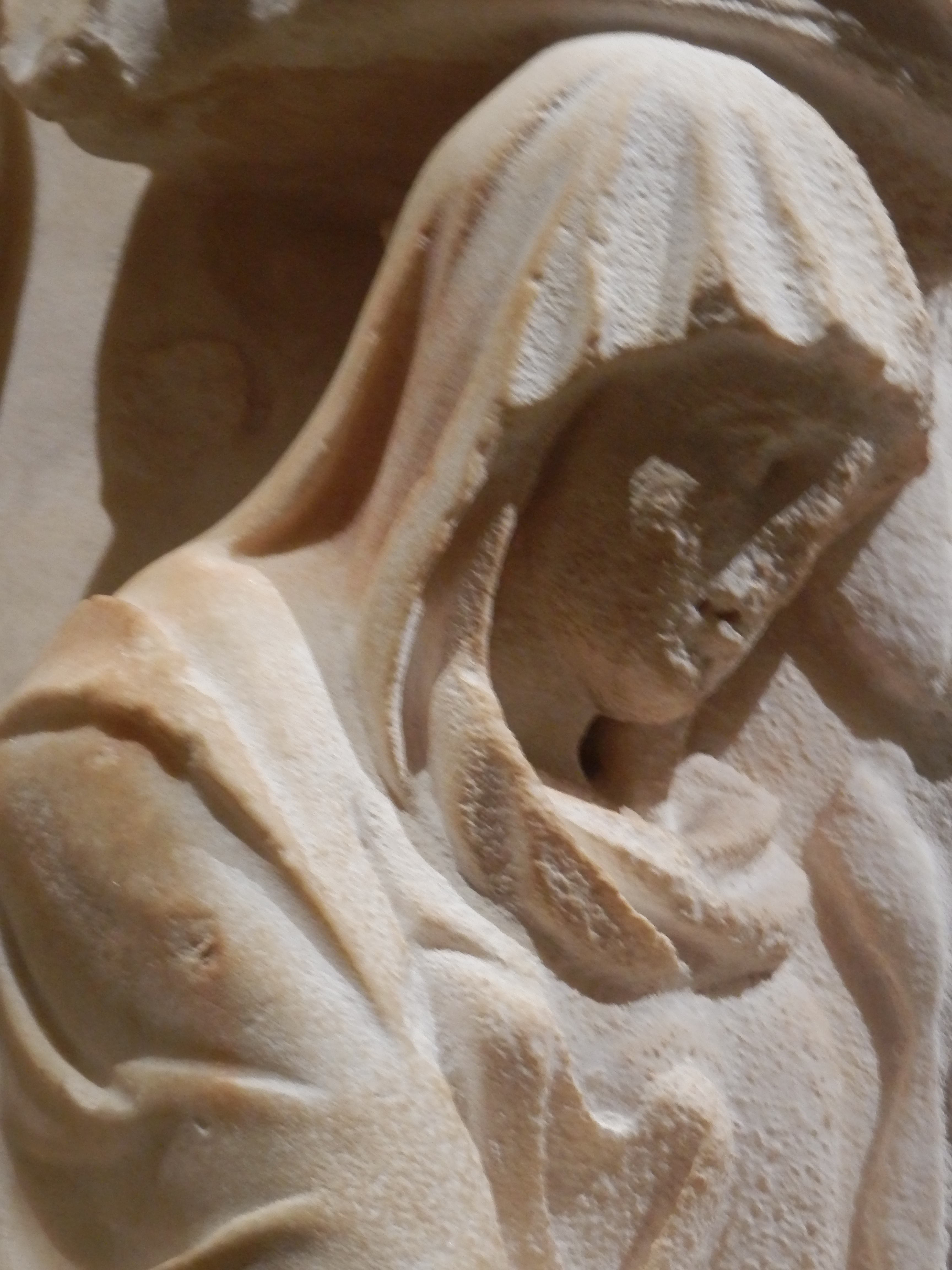
Chagrin.
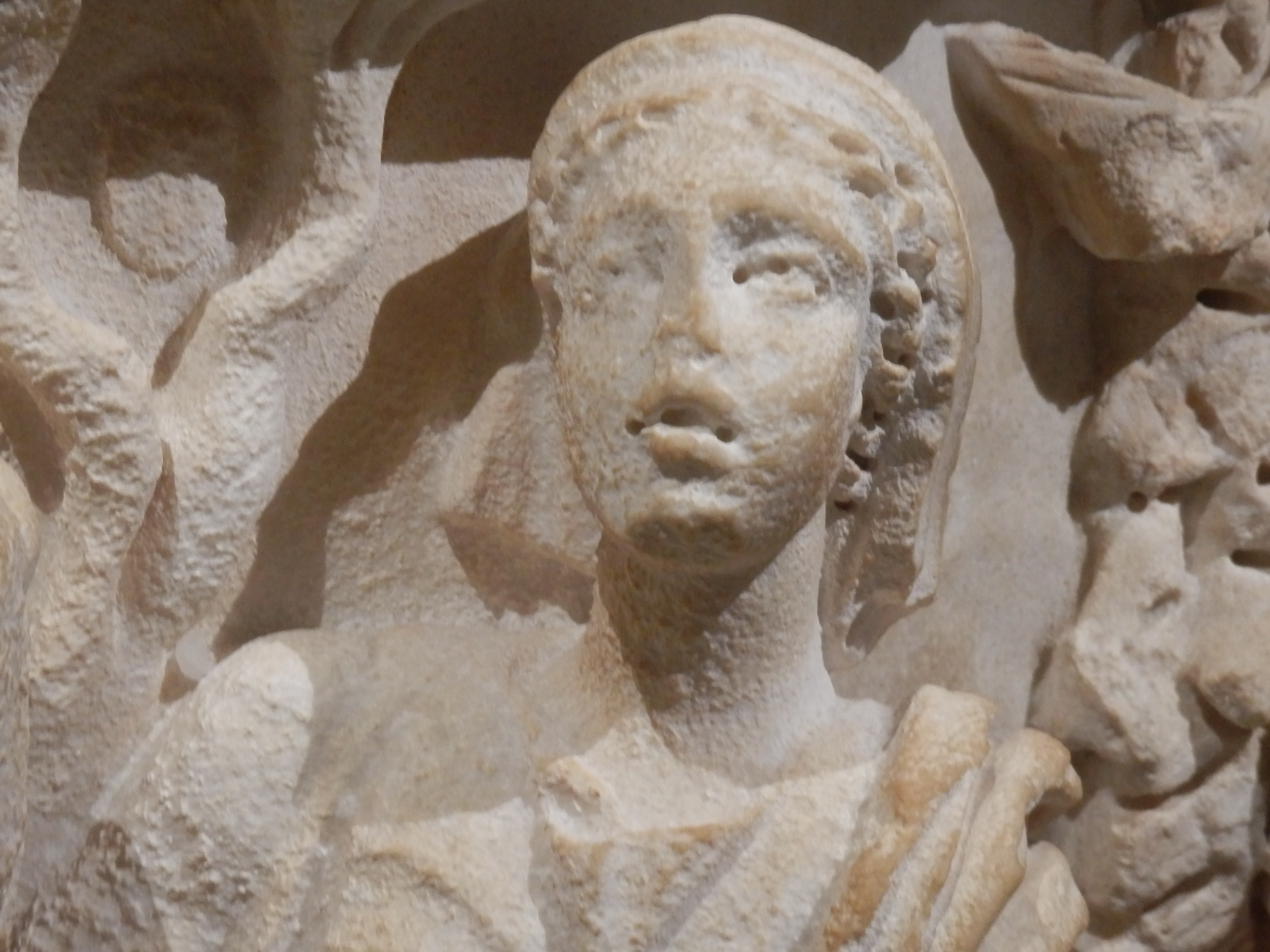
Désespoir.

Le sarcophage est décrit avec des photographies dans le tome III du Recueil général des bas-reliefs de la Gaule romaine publié en 1907 par Émile Espérandieu. Espérandieu présente les figurations comme le triomphe de Bacchus, au centre mais très mutilé, le mariage d'Ariadne sur le côté gauche et le cortège de Silène à droite. Quoique Bacchus ait complètement disparu du panneau central, Espérandieu suppose que le personnage féminin central est peut-être Ariadne, assise sur le char de Bacchus. Il reprend l'interprétation de Hedde et Allmer pour la scène de l'arrondi gauche, montrant selon eux Ariadne à demi-allongée. La face postérieure, encadrée des masques de Méduse est également lacunaire. Jugée de facture médiocre, elle n'est pas photographiée.

### Révision par Charles Perrat

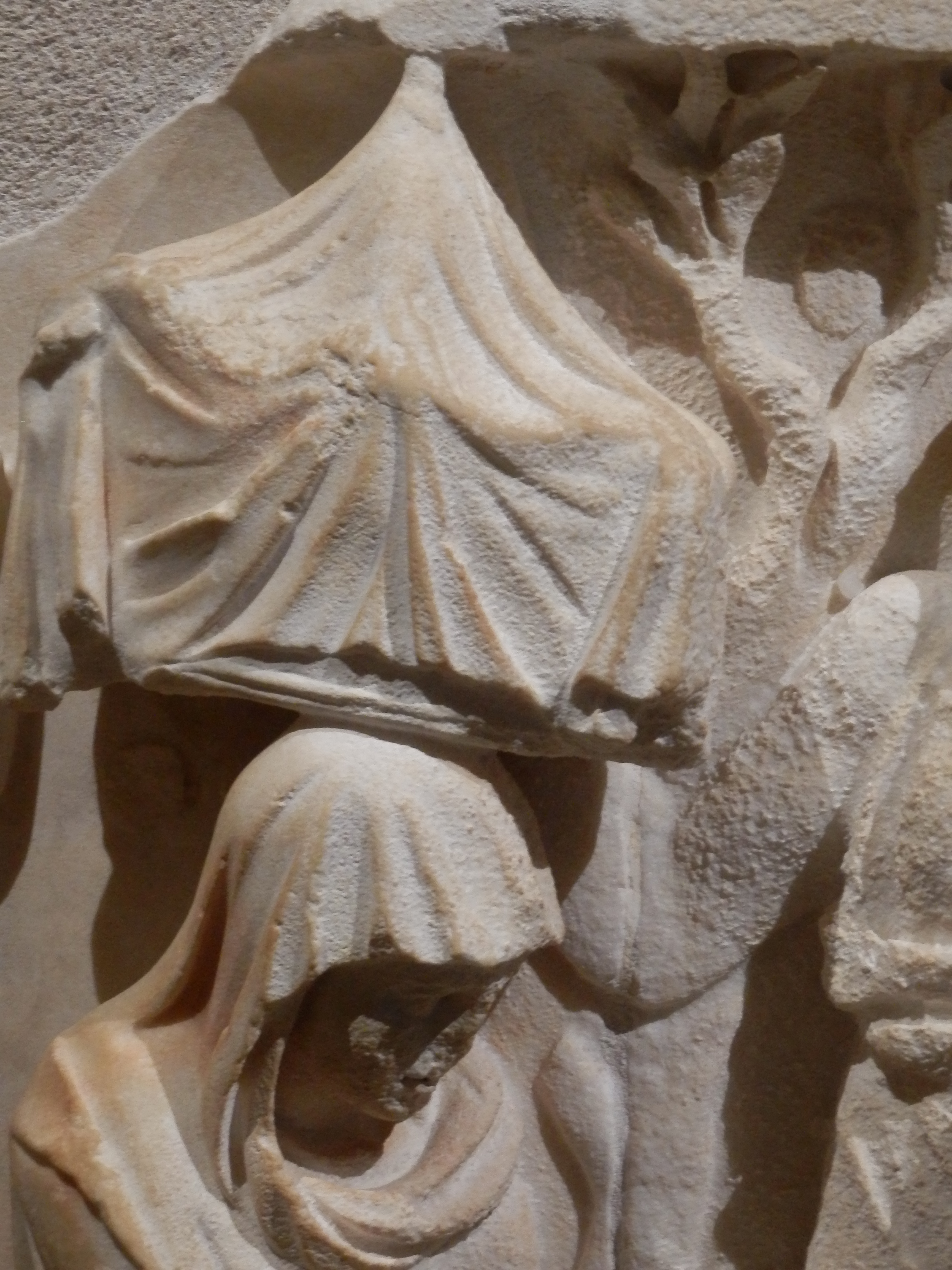
Passage de l'initiée sous le van, tenu par les deux accompagnatrices.

Les interprétations d'Isidore Hedde et d'Émile Espérandieu sont contestées en 1952 par l'historien lyonnais Charles Perrat. Il réfute l'identification de la scène de l'arrondi gauche comme étant les Noces d'Ariane, et y reconnait une cérémonie d'initiation dionysiaque, avec passage sous le van mystique porteur du phallus, représentation déjà connue par une fresque de la Domus Aurea. Dans l'arrondi droit, le personnage vu par Espérandieu comme un prêtre de Bacchus serait selon Perrat la statue d'une divinité égyptienne, Sérapis portant la coiffe modius.
L'identité des personnages à demi-allongés de part et d'autre de la scène centrale, présentés par Hedde comme Ariane à gauche et comme la personnification du mont Nysa à droite, est rectifiée par Charles Perrat : la supposée Ariane est en fait un homme, avec des poils de berbe bien visibles sur ce qui subsiste de sa joue. Le sarcophage serait donc encadré par la représentation des défunts, l'homme à gauche, revêtu d'attributs divins (la nébride autour de la taille), accompagné à droite du portrait de sa défunte épouse endormie. Dans les figures flottantes du panneau central, Perrat propose Atlas pour le petit personnage ventru en plein effort, quoique cette présence soit rare dans les épisodes dionysiaques. Toujours sur le panneau central, la femme assise avec l'épaule découverte serait Psyché, l'âme, « pourvue de longues ailes repliées » dont Perrat discerne un reste d'empennage, et l'enfant près de sa jambe serait Éros, personnifiant l'amour divin.

### Vendemia, fête des vendanges
Robert Turcan souscrit aux critiques de Charles Perrat et s'accorde sur ses interprétations des scènes figurées sur les arrondis, l'initiation et la statue de Sérapis. Par contre, il est en désaccord avec l'identification des protagonistes de la scène centrale. En effet, Atlas, Psychée et Éros n'apparaissent dans aucune des représentations dionysiaques connues. De surcroit, juxtaposer Psyché adulte et Éros enfant ne cadre pas avec le mythe de leur union. Il rejette aussi la vision du triomphe de Bacchus-Dionysos.
Robert Turcan déplore que les précédentes études du sarcophage n'aient fait aucun rapprochement avec les exemplaires italiens. Exploitant son recensement des sarcophages romains à représentations dionysiaques, publié en 1966, il trouve des analogies de la représentation de la scène centrale entre le sarcophage des Acceptii et trois sarcophages italiens mieux conservés :
- un sarcophage au Duomo de Salerne[73]
- un sarcophage du musée Chiaramonti, au Vatican[74]
- la face antérieure d'un sarcophage, encastrée dans un mur de la villa Doria Pamphilj à Rome[75],[76].

Comparaison des panneaux latéraux
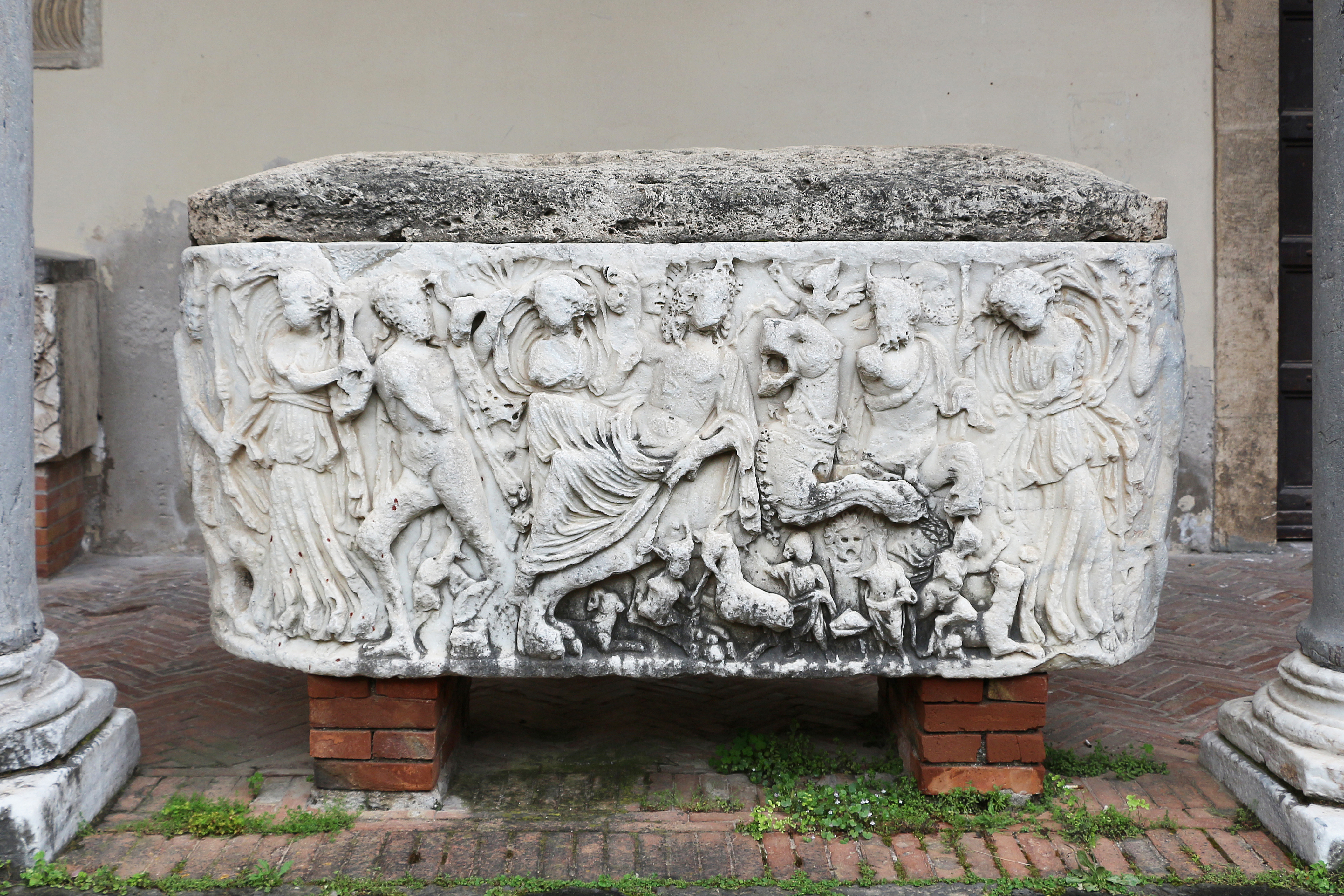
Sarcophage dans l'atrium de la Cathédrale de Salerne.
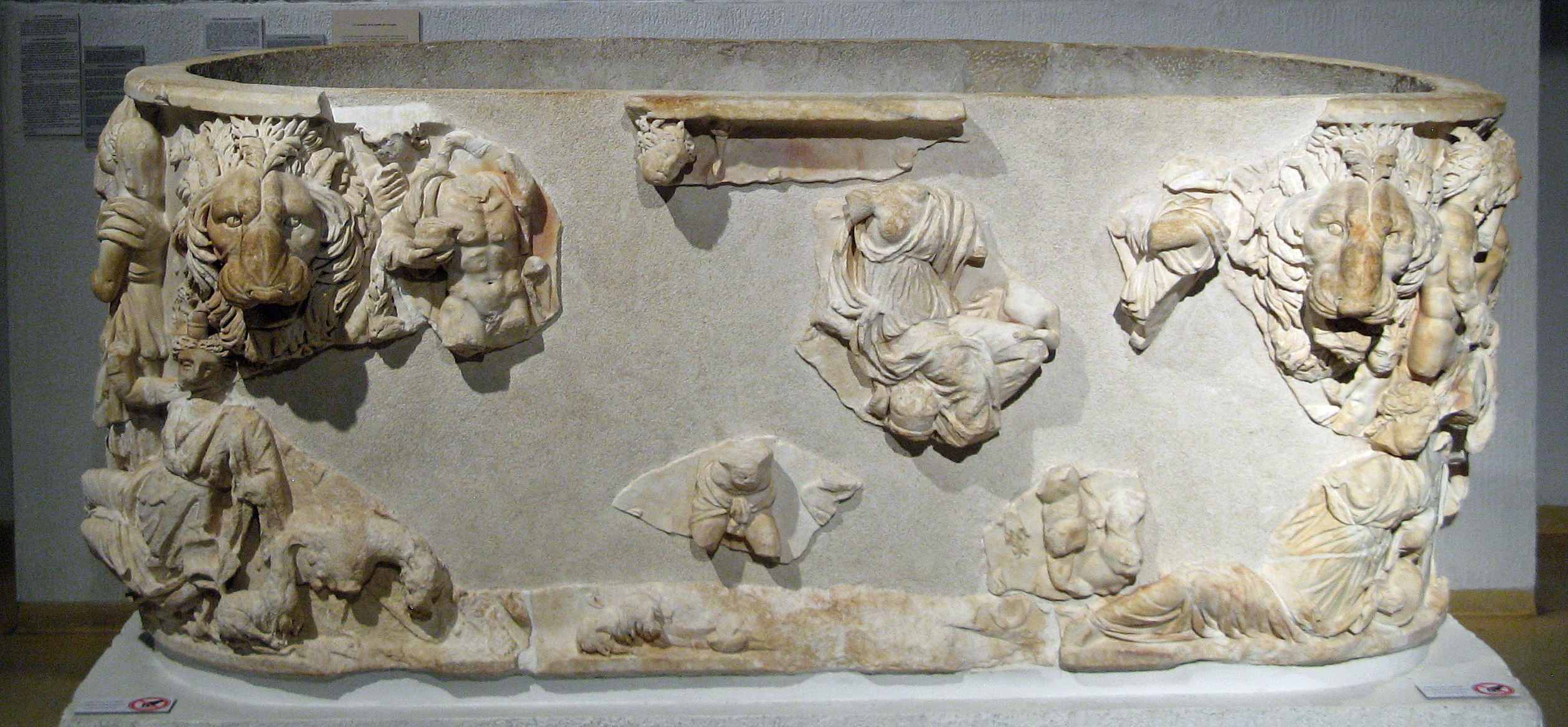
Sarcophage des Acceptii (Lyon).
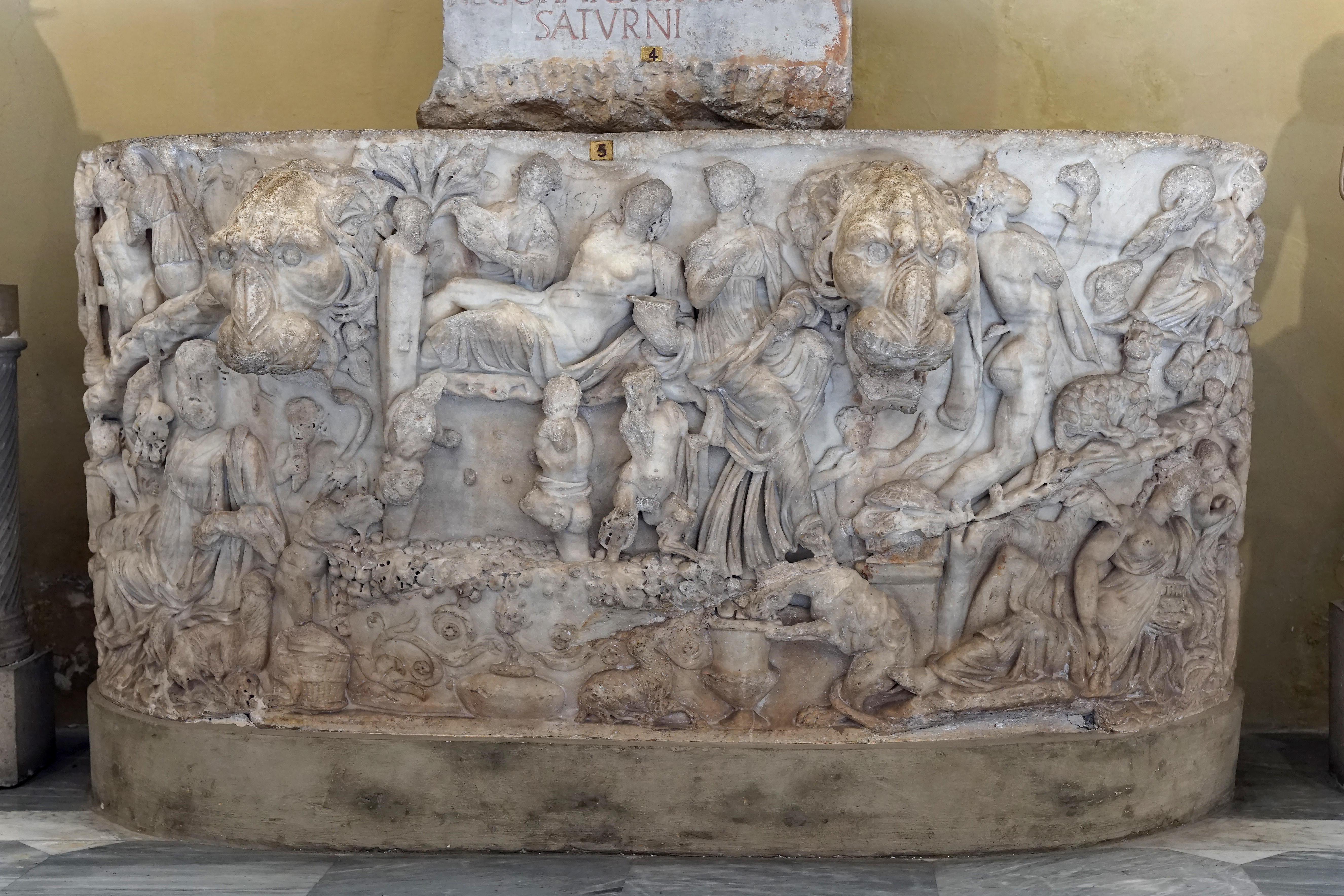
Sarcophage dionysiaque du musée Chiaramonti (Vatican).

Les quatre sarcophages adoptent la forme en cuve arrondie (lènos) et encadrent le bas de la scène centrale de la même façon, par deux personnages à demi-allongés, masculin à droite et féminin à gauche. Les reliefs italiens montrent d'autres détails présents sur le sarcophage des Acceptii : sur le sarcophage de la villa Doria Pamphilj, Hercule, debout à gauche, contemple le centre de la scène. Les sarcophages de Salerne et de la villa Doria Pamphilj montrent à gauche une joueuse de flûte dans la même place et la même attitude que le buste féminin des Acceptii, et au milieu de la composition le même petit personnage ventru.
Les reliefs italiens montrent le décor central qui manque sur le sarcophage lyonnais : Dionysos, à demi-couché, et Ariane assise et appuyée contre le dos de son époux, dominent un groupe de petits personnages nus qui foulent vigoureusement une cuve débordante de grappes de raisins. Le jus s'écoule dans un récipient aplati au pied de la cuve, deux animaux viennent boirent ce nectar, détails qui se retrouvent sur la base du sarcophage Acceptii. Robert Turcan reconstitue donc le panneau latéral du sarcophage des Acceptii par une figuration des vendanges sur deux registres. En bas, le foulage du raisin dans une cuve, piétiné par le personnage au ventre proéminent et probablement par un second dont on n'aperçoit que le genou levé. Au-dessus Ariane, assise à la droite d'un Dionysos disparu.

Foulage du raisin
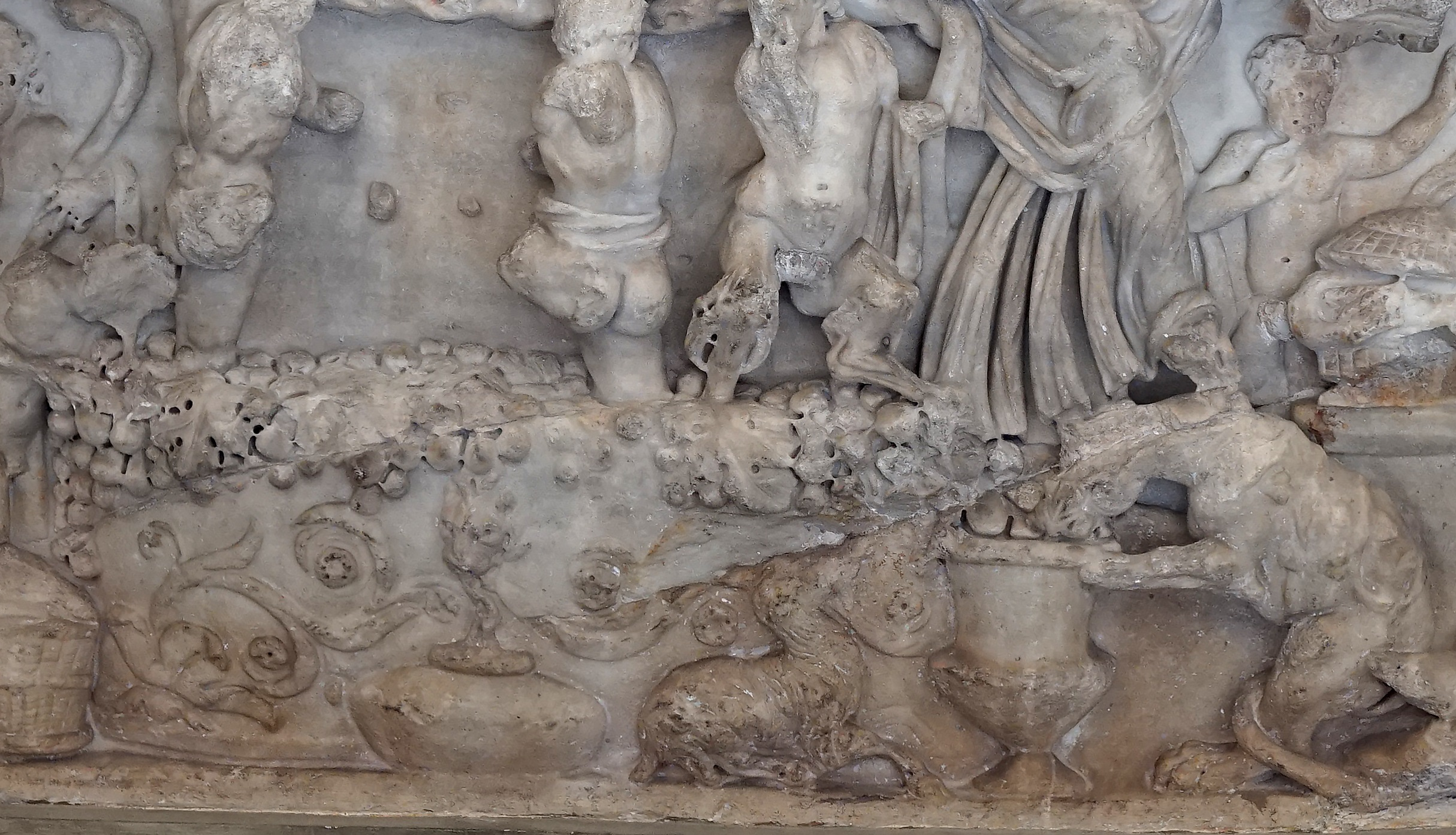
Sarcophage Chiaramonti, détail du panneau latéral.
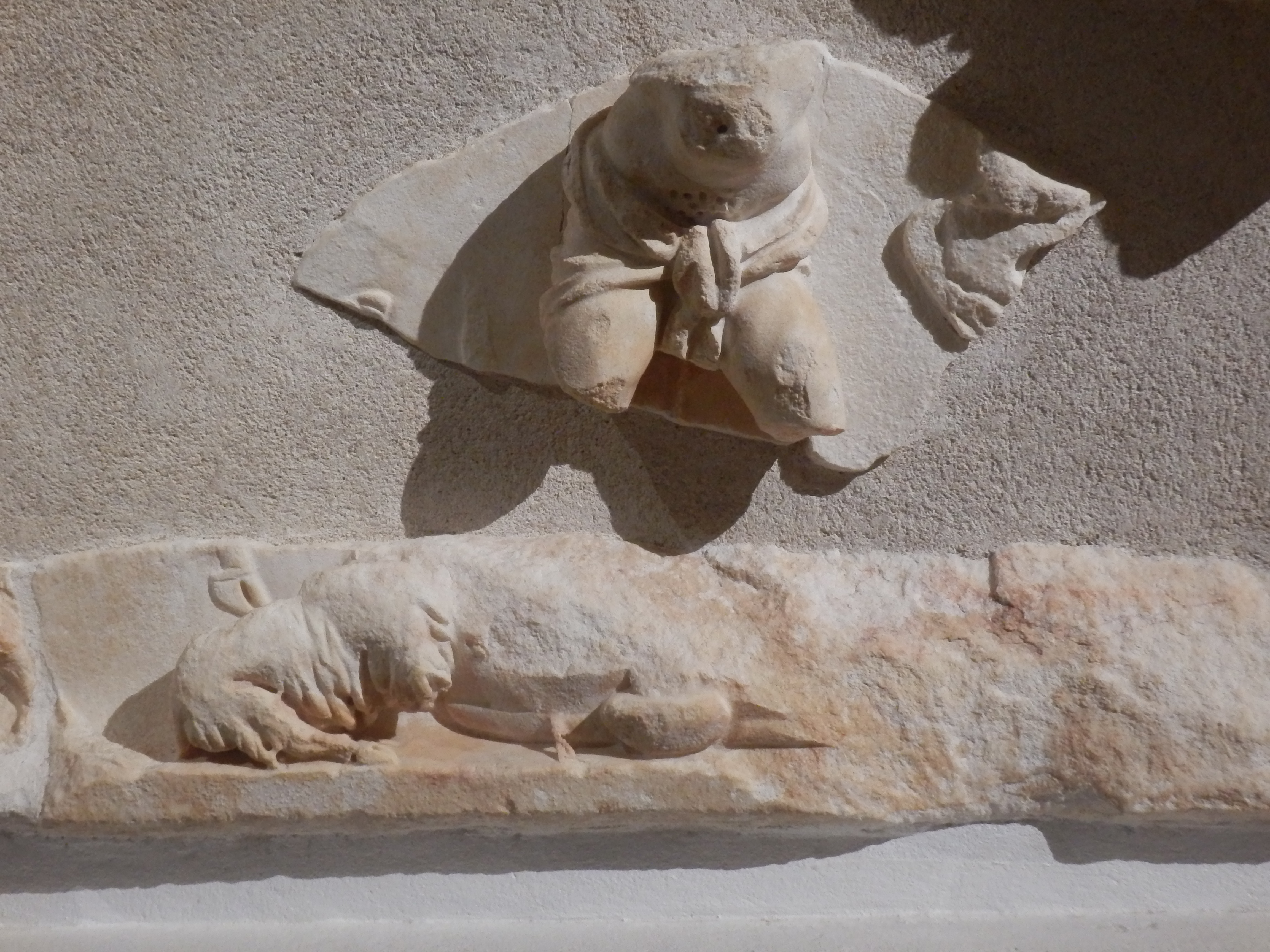
Sarcophage des Acceptii, base du panneau latéral.

Sur le côté gauche de la scène de foulage, le personnage barbu à demi allongé au sol et enveloppé d'un chiton se retrouve sur le sarcophage Chiaramonti et sur celui de la Villa Doria Pamphilj. Selon Robert Turcan, c'est une figuration dite de Dionysos Sardanapale, qui représente le dieu barbu et complètement enveloppé d'un drapé. Placée sur le côté droit pour équilibrer la composition, son épouse Ariane est assoupie par l'ivresse, sur le sarcophage Acceptii comme sur le sarcophage Chiaramonti.
Cette dernière interprétation d'une Vendemia (fête des vendanges) présidée par le couple Dionysos et Ariane est celle retenue Carte archéologique de la Gaule, CAG 69/2 Lyon de 2007.